# Élections municipales de 2014 dans le Nord
Les élections municipales dans le Nord ont lieu les 23 et 30 mars 2014.

## Maires sortants et maires élus
Le scrutin est marqué par des changements notoires. La gauche subit de nombreux revers dans le département : Le PCF perd Aniche, Fourmies, Lallaing, Quiévrechain et Vieux-Condé. Le PS est battu à Bailleul, Bruay-sur-l'Escaut, Halluin, Hazebrouck, Le Quesnoy, Loos, Lys-lès-Lannoy, Maubeuge, Merville, Nieppe, Roubaix, Sainghin-en-Weppes, Sin-le-Noble, Tourcoing et Wavrin. Les gains de Douai et Onnaing ne suffisent pas à combler ce bilan défavorable malgré le maintien de Martine Aubry à la mairie de Lille.  Grande gagnante du scrutin avec l'UDI, la droite progresse un peu plus et le maintient des maires sortants de Croix, Hautmont, La Madeleine, Lambersart, Marcq-en-Baroeul notamment. Les centristes se maintiennent eux aussi à Cambrai, Estaires, Faches-Thumesnil, Hem, Lesquin, Roncq, Saint-André-lez-Lille, Santes, Valenciennes, Wallers et Wasquehal. 
| Commune                   | Population | Maire sortant              | Parti | Parti | Maire élu                  | Parti | Parti |
| ------------------------- | ---------- | -------------------------- | ----- | ----- | -------------------------- | ----- | ----- |
| Aniche                    | 10 509     | Michel Meurdesoif          |       | PCF   | Marc Hemez                 |       | DVD   |
| Annœullin                 | 9 592      | Philippe Parsy             |       | PS    | Philippe Parsy             |       | PS    |
| Anzin                     | 13 479     | Pierre-Michel Bernard      |       | PS    | Pierre-Michel Bernard      |       | PS    |
| Armentières               | 25 704     | Bernard Haesebroeck        |       | PS    | Bernard Haesebroeck        |       | PS    |
| Auby                      | 7 498      | Freddy Kaczmarek           |       | PCF   | Freddy Kaczmarek           |       | PCF   |
| Aulnoy-lez-Valenciennes   | 7 425      | Laurent Depagne            |       | PS    | Laurent Depagne            |       | PS    |
| Aulnoye-Aymeries          | 8 692      | Bernard Baudoux            |       | PCF   | Bernard Baudoux            |       | PCF   |
| Bailleul                  | 14 517     | Michel Gilloen             |       | PS    | Marc Deneuche              |       | DVD   |
| Bauvin                    | 5 270      | Louis-Pascal Lebargy       |       | DVG   | Louis-Pascal Lebargy       |       | DVG   |
| Beuvrages                 | 6 676      | André Lenquette            |       | DVG   | André Lenquette            |       | DVG   |
| Bondues                   | 9 816      | Patrick Delebarre          |       | UMP   | Patrick Delebarre          |       | UMP   |
| Bourbourg                 | 7 032      | Francis Bassemon           |       | PRG   | Francis Bassemon           |       | PRG   |
| Bruay-sur-l'Escaut        | 12 122     | Jacques Marissiaux         |       | PS    | Sylvia Duhamel             |       | DVD   |
| Cambrai                   | 32 770     | François-Xavier Villain    |       | DLF   | François-Xavier Villain    |       | UDI   |
| Cappelle-la-Grande        | 8 096      | Léon Devloies              |       | DVG   | Léon Devloies              |       | DVG   |
| Caudry                    | 14 582     | Guy Bricout                |       | DVD   | Guy Bricout                |       | DVD   |
| Comines                   | 12 637     | Alain Detournay            |       | UMP   | Alain Detournay            |       | UMP   |
| Condé-sur-l'Escaut        | 9 593      | Daniel Bois                |       | PRG   | Grégory Lelong             |       | UDI   |
| Coudekerque-Branche       | 22 264     | David Bailleul             |       | MRC   | David Bailleul             |       | MRC   |
| Croix                     | 20 483     | Régis Cauche               |       | UMP   | Régis Cauche               |       | UMP   |
| Cuincy                    | 6 602      | Bernard Wagon              |       | PS    | Claude Hego                |       | DVG   |
| Dechy                     | 5 133      | Jean-Michel Szatny         |       | PS    | Jean-Michel Szatny         |       | PS    |
| Denain                    | 20 370     | Anne-Lise Dufour-Tonini    |       | PS    | Anne-Lise Dufour-Tonini    |       | PS    |
| Douai                     | 41 915     | Jacques Vernier            |       | UMP   | Frédéric Chéreau           |       | PS    |
| Douchy-les-Mines          | 10 421     | Michel Lefebvre            |       | PCF   | Michel Lefebvre            |       | PCF   |
| Dunkerque                 | 91 386     | Michel Delebarre           |       | PS    | Patrice Vergriete          |       | DVG   |
| Escaudain                 | 9 164      | Jacky Laure                |       | PCF   | Bruno Saligot              |       | PCF   |
| Estaires                  | 5 955      | Bruno Ficheux              |       | UDI   | Bruno Ficheux              |       | UDI   |
| Faches-Thumesnil          | 17 590     | Nicolas Lebas              |       | UDI   | Nicolas Lebas              |       | UDI   |
| Feignies                  | 7 184      | Jean Jarosz                |       | PCF   | Chantal Lepinoy            |       | DVG   |
| Fenain                    | 5 327      | Danielle Bray              |       | PCF   | Arlette Dupilet            |       | DVG   |
| Ferrière-la-Grande        | 5 415      | Philippe Dronsart          |       | PS    | Philippe Dronsart          |       | PS    |
| Flers-en-Escrebieux       | 5 697      | Jean-Jacques Peyraud       |       | UMP   | Jean-Jacques Peyraud       |       | UMP   |
| Flines-lez-Raches         | 5 469      | Annie Goupil-Deregnaucourt |       | PCF   | Annie Goupil-Deregnaucourt |       | PCF   |
| Fourmies                  | 12 608     | Alain Berteaux             |       | PCF   | Mickaël Hiraux             |       | UMP   |
| Fresnes-sur-Escaut        | 7 687      | Valérie Fornies            |       | EELV  | Valérie Fornies            |       | EELV  |
| Grand-Fort-Philippe       | 5 377      | Joël Demazières            |       | DVG   | Sony Clinquart             |       | DVG   |
| Grande-Synthe             | 20 933     | Damien Carême              |       | PS    | Damien Carême              |       | PS    |
| Gravelines                | 11 470     | Bertrand Ringot            |       | PS    | Bertrand Ringot            |       | PS    |
| Halluin                   | 20 620     | Jean-Luc Deroo             |       | PS    | Gustave Dassonville        |       | UMP   |
| Haubourdin                | 14 367     | Bernard Delaby             |       | DVD   | Bernard Delaby             |       | DVD   |
| Hautmont                  | 14 115     | Joël Wilmotte              |       | UMP   | Joël Wilmotte              |       | UMP   |
| Hazebrouck                | 21 741     | Jean-Pierre Allossery      |       | PS    | Bernard Debaecker          |       | DVD   |
| Hem                       | 17 988     | Francis Vercamer           |       | UDI   | Francis Vercamer           |       | UDI   |
| Houplines                 | 7 712      | Jean-François Legrand      |       | DVD   | Jean-François Legrand      |       | DVD   |
| Jeumont                   | 9 703      | Benjamin Saint-Huile       |       | PS    | Benjamin Saint-Huile       |       | PS    |
| La Bassée                 | 6 304      | Philippe Waymel            |       | UMP   | Philippe Waymel            |       | UMP   |
| La Chapelle-d'Armentières | 8 389      | Bernard Coisne             |       | DVD   | Bernard Coisne             |       | DVD   |
| La Gorgue                 | 5 944      | Philippe Mahieu            |       | DVD   | Philippe Mahieu            |       | DVD   |
| La Madeleine              | 22 221     | Sébastien Leprêtre         |       | UMP   | Sébastien Leprêtre         |       | UMP   |
| Lallaing                  | 6 496      | Thierry Dancoine           |       | PCF   | Francis Dureux             |       | DVD   |
| Lambersart                | 28 581     | Marc-Philippe Daubresse    |       | UMP   | Marc-Philippe Daubresse    |       | UMP   |
| Lambres-lez-Douai         | 5 065      | Martial Vandewoestyne      |       | DVD   | Martial Vandewoestyne      |       | DVD   |
| Le Cateau-Cambrésis       | 7 049      | Serge Siméon               |       | DVD   | Serge Siméon               |       | DVD   |
| Le Quesnoy                | 5 006      | Paul Raoult                |       | PS    | Marie-Sophie Lesne         |       | UMP   |
| Leers                     | 9 343      | Jean-Claude Vanbelle       |       | DVD   | Jean-Claude Vanbelle       |       | DVD   |
| Lesquin                   | 6 383      | Dany Wattebled             |       | UDI   | Dany Wattebled             |       | UDI   |
| Lille                     | 227 533    | Martine Aubry              |       | PS    | Martine Aubry              |       | PS    |
| Linselles                 | 8 181      | Jacques Remory             |       | DVD   | Jacques Remory             |       | DVD   |
| Loon-Plage                | 6 297      | Éric Rommel                |       | PRG   | Éric Rommel                |       | PRG   |
| Loos                      | 20 819     | Daniel Rondelaere          |       | PS    | Anne Voituriez             |       | DVD   |
| Louvroil                  | 6 700      | Annick Mattighello         |       | PCF   | Annick Mattighello         |       | PCF   |
| Lys-lez-Lannoy            | 13 378     | Josiane Willoqueaux        |       | PS    | Gaëtan Jeanne              |       | UDI   |
| Marcq-en-Barœul           | 39 591     | Bernard Gérard             |       | UMP   | Bernard Gérard             |       | UMP   |
| Marly                     | 11 646     | Fabien Thiémé              |       | PCF   | Fabien Thiémé              |       | PCF   |
| Marquette-lez-Lille       | 10 029     | Jean Delebarre             |       | DVD   | Jean Delebarre             |       | DVD   |
| Maubeuge                  | 31 103     | Rémi Pauvros               |       | PS    | Arnaud Decagny             |       | UDI   |
| Merville                  | 9 216      | Jacques Parent             |       | PS    | Joël Duyck                 |       | DVD   |
| Mons-en-Barœul            | 21 361     | Rudy Elegeest              |       | DVG   | Rudy Elegeest              |       | DVG   |
| Mouvaux                   | 13 477     | Éric Durand                |       | UMP   | Éric Durand                |       | UMP   |
| Neuville-en-Ferrain       | 10 266     | Gérard Codron              |       | DVD   | Marie Tonnerre             |       | DVD   |
| Nieppe                    | 7 500      | Michel Vandevoorde         |       | PS    | Roger Lemaire              |       | DVD   |
| Onnaing                   | 8 720      | Denise Cappelle            |       | MoDem | Michelle Gréaume           |       | PCF   |
| Orchies                   | 8 184      | Dominique Bailly           |       | PS    | Dominique Bailly           |       | PS    |
| Ostricourt                | 5 244      | Bruno Rusinek              |       | PS    | Bruno Rusinek              |       | PS    |
| Pecquencourt              | 6 072      | Joël Pierrache             |       | DVG   | Joël Pierrache             |       | DVG   |
| Pérenchies                | 8 196      | Bernard Provo              |       | DVD   | Bernard Provo              |       | DVD   |
| Quesnoy-sur-Deûle         | 7 048      | Roger Lefebvre             |       | DVG   | Rose-Marie Hallynck        |       | DVG   |
| Quiévrechain              | 6 130      | Michel Lefebvre            |       | PCF   | Pierre Griner              |       | DVD   |
| Raismes                   | 12 687     | Aymeric Robin              |       | PCF   | Aymeric Robin              |       | PCF   |
| Ronchin                   | 17 971     | Alain Rabary               |       | PS    | Patrick Geenens            |       | PS    |
| Roncq                     | 13 108     | Vincent Ledoux             |       | UDI   | Vincent Ledoux             |       | UDI   |
| Roost-Warendin            | 6 157      | Lionel Courdavault         |       | DVG   | Lionel Courdavault         |       | DVG   |
| Roubaix                   | 94 186     | Pierre Dubois              |       | PS    | Guillaume Delbar           |       | UMP   |
| Sainghin-en-Weppes        | 5 522      | Élisabeth Menu             |       | PS    | Matthieu Corbillon         |       | DVD   |
| Saint-Amand-les-Eaux      | 16 734     | Alain Bocquet              |       | PCF   | Alain Bocquet              |       | PCF   |
| Saint-André-lez-Lille     | 11 524     | Olivier Henno              |       | UDI   | Olivier Henno              |       | UDI   |
| Saint-Saulve              | 11 202     | Cécile Gallez              |       | UMP   | Cécile Gallez              |       | UMP   |
| Santes                    | 5 657      | Philippe Barret            |       | UDI   | Philippe Barret            |       | UDI   |
| Seclin                    | 12 333     | Bernard Debreu             |       | PCF   | Bernard Debreu             |       | PCF   |
| Sin-le-Noble              | 16 027     | Christian Entem            |       | PS    | Christophe Dumont          |       | DVD   |
| Somain                    | 12 462     | Jean-Claude Quennesson     |       | PCF   | Jean-Claude Quennesson     |       | PCF   |
| Templeuve                 | 5 805      | Luc Monnet                 |       | UMP   | Luc Monnet                 |       | UMP   |
| Téteghem                  | 7 001      | Franck Dhersin             |       | UMP   | Franck Dhersin             |       | UMP   |
| Tourcoing                 | 92 018     | Michel-François Delannoy   |       | PS    | Gérald Darmanin            |       | UMP   |
| Trith-Saint-Léger         | 6 450      | Norbert Jessus             |       | PCF   | Norbert Jessus             |       | PCF   |
| Valenciennes              | 43 471     | Laurent Degallaix          |       | UDI   | Laurent Degallaix          |       | UDI   |
| Vieux-Condé               | 10 172     | Serge Van der Hoeven       |       | PCF   | Guy Bustin                 |       | DVG   |
| Villeneuve-d'Ascq         | 62 681     | Gérard Caudron             |       | DVG   | Gérard Caudron             |       | DVG   |
| Wallers                   | 5 560      | Salvatore Castiglione      |       | UDI   | Salvatore Castiglione      |       | UDI   |
| Wambrechies               | 9 705      | Daniel Janssens            |       | DVD   | Daniel Janssens            |       | DVD   |
| Wasquehal                 | 19 998     | Gérard Vignoble            |       | UDI   | Stéphanie Ducret           |       | UDI   |
| Wattignies                | 13 297     | Alain Pluss                |       | DVD   | Alain Pluss                |       | DVD   |
| Wattrelos                 | 41 538     | Dominique Baert            |       | DVG   | Dominique Baert            |       | DVG   |
| Wavrin                    | 7 609      | Romuald Ménégatti          |       | PS    | Alain Blondeau             |       | DVD   |
| Waziers                   | 7 710      | Jacques Michon             |       | PCF   | Jacques Michon             |       | PCF   |
| Wormhout                  | 5 308      | René Kerckhove             |       | PS    | Frédéric Devos             |       | DVD   |

## Évolution départementale
| Partis       | Partis                               | Maires sortants | Maires élus | Évolution     |
| ------------ | ------------------------------------ | --------------- | ----------- | ------------- |
|              | Parti socialiste                     | 32              | 15          | 17            |
|              | Parti communiste français            | 20              | 14          | 6             |
|              | Divers gauche                        | 10              | 15          | 5             |
|              | Parti radical de gauche              | 3               | 2           | 1             |
|              | Europe Écologie Les Verts            | 1               | 1           | en stagnation |
|              | Mouvement républicain et citoyen     | 1               | 1           | en stagnation |
| Total gauche | Total gauche                         | 67              | 48          | 19            |
|              | Union pour un mouvement populaire    | 14              | 18          | 4             |
|              | Divers droite                        | 14              | 27          | 13            |
| Total droite | Total droite                         | 28              | 45          | 17            |
|              | Mouvement démocrate                  | 1               | 0           | 1             |
|              | Union des démocrates et indépendants | 11              | 14          | 3             |
| Total centre | Total centre                         | 12              | 14          | 2             |

## Résultats dans les communes de plus de5 000 habitants

### Aniche
- Maire sortant : Michel Meurdesoif (PCF)
- 33 sièges à pourvoir au conseil municipal (population légale 2011 : 10 509 habitants)
- 4 sièges à pourvoir au conseil communautaire (CC Cœur d'Ostrevent)

| Tête de liste            | Tête de liste       | Liste          | Premier tour | Premier tour | Second tour | Second tour | Sièges | Sièges |
| Tête de liste            | Tête de liste       | Liste          | Voix         | %            | Voix        | %           | CM     | CC     |
| ------------------------ | ------------------- | -------------- | ------------ | ------------ | ----------- | ----------- | ------ | ------ |
|                          | Marc Hemez          | DVD            | 1 682        | 43,28        | 1 906       | 46,37       | 25     | 3      |
|                          | Michel Meurdesoif * | PCF            | 1 543        | 39,70        | 1 863       | 45,32       | 7      | 1      |
|                          | Jeannine Marquaille | PS             | 661          | 17,00        | 341         | 8,29        | 1      |        |
|                          |                     |                |              |              |             |             |        |        |
| Inscrits                 | Inscrits            | Inscrits       | 6 724        | 100,00       | 6 724       | 100,00      |        |        |
| Abstentions              | Abstentions         | Abstentions    | 2 696        | 40,10        | 2 535       | 37,70       |        |        |
| Votants                  | Votants             | Votants        | 4 028        | 59,90        | 4 189       | 62,30       |        |        |
| Blancs et nuls           | Blancs et nuls      | Blancs et nuls | 142          | 3,53         | 79          | 1,89        |        |        |
| Exprimés                 | Exprimés            | Exprimés       | 3 886        | 96,47        | 4 110       | 98,11       |        |        |
| * Liste du maire sortant |                     |                |              |              |             |             |        |        |

### Annœullin
- Maire sortant : Philippe Parsy (PS)
- 29 sièges à pourvoir au conseil municipal (population légale 2011 : 9 592 habitants)
- 14 sièges à pourvoir au conseil communautaire (Métropole européenne de Lille)

|                          | Philippe Parsy * | PS-PCF-EELV    | 2 436 | 58,71  | 24 | 12 |  |  |
|                          | Éric Dennequin   | UMP-UDI        | 905   | 21,81  | 3  | 1  |  |  |
|                          | Serge Cattelin   | FN             | 808   | 19,47  | 2  | 1  |  |  |
|                          |                  |                |       |        |    |    |  |  |
| Inscrits                 | Inscrits         | Inscrits       | 7 266 | 100,00 |    |    |  |  |
| Abstentions              | Abstentions      | Abstentions    | 2 851 | 39,24  |    |    |  |  |
| Votants                  | Votants          | Votants        | 4 415 | 60,76  |    |    |  |  |
| Blancs et nuls           | Blancs et nuls   | Blancs et nuls | 266   | 6,02   |    |    |  |  |
| Exprimés                 | Exprimés         | Exprimés       | 4 149 | 93,98  |    |    |  |  |
| * Liste du maire sortant |                  |                |       |        |    |    |  |  |

### Anzin
- Maire sortant : Pierre-Michel Bernard (PS)
- 33 sièges à pourvoir au conseil municipal (population légale 2011 : 13 479 habitants)
- 4 sièges à pourvoir au conseil communautaire (CA Valenciennes Métropole)

| Tête de liste            | Tête de liste           | Liste          | Premier tour | Premier tour | Second tour | Second tour | Sièges | Sièges |
| Tête de liste            | Tête de liste           | Liste          | Voix         | %            | Voix        | %           | CM     | CC     |
| ------------------------ | ----------------------- | -------------- | ------------ | ------------ | ----------- | ----------- | ------ | ------ |
|                          | Pierre-Michel Bernard * | PS             | 2 247        | 46,98        | 2 573       | 54,48       | 26     | 4      |
|                          | Pierre Hernandez        | UDI            | 825          | 17,25        | 873         | 18,48       | 3      |        |
|                          | Francis Boudrenghien    | FN             | 733          | 15,32        | 746         | 15,79       | 2      |        |
|                          | Nicolas Fehring         | DVD            | 540          | 11,29        | 530         | 11,22       | 2      |        |
|                          | Claudio Macaluso        | FN             | 275          | 5,75         |             |             |        |        |
|                          | Philippe Fayola         | DVG            | 162          | 3,38         |             |             |        |        |
|                          |                         |                |              |              |             |             |        |        |
| Inscrits                 | Inscrits                | Inscrits       | 8 596        | 100,00       | 8 596       | 100,00      |        |        |
| Abstentions              | Abstentions             | Abstentions    | 3 707        | 43,12        | 3 776       | 43,93       |        |        |
| Votants                  | Votants                 | Votants        | 4 889        | 56,88        | 4 820       | 56,07       |        |        |
| Blancs et nuls           | Blancs et nuls          | Blancs et nuls | 107          | 2,19         | 98          | 2,03        |        |        |
| Exprimés                 | Exprimés                | Exprimés       | 4 782        | 97,81        | 4 722       | 97,97       |        |        |
| * Liste du maire sortant |                         |                |              |              |             |             |        |        |

### Armentières
- Maire sortant : Bernard Haesebroeck (PS)
- 35 sièges à pourvoir au conseil municipal (population légale 2011 : 25 704 habitants)
- 3 sièges à pourvoir au conseil communautaire (Métropole européenne de Lille)

| Tête de liste            | Tête de liste         | Liste          | Premier tour | Premier tour | Second tour | Second tour | Sièges | Sièges |
| Tête de liste            | Tête de liste         | Liste          | Voix         | %            | Voix        | %           | CM     | CC     |
| ------------------------ | --------------------- | -------------- | ------------ | ------------ | ----------- | ----------- | ------ | ------ |
|                          | Bernard Haesebroeck * | PS-PCF-EELV    | 3 949        | 44,51        | 4 430       | 47,02       | 26     | 2      |
|                          | Michel Plouy          | UMP            | 3 093        | 34,86        | 3 582       | 38,02       | 7      | 1      |
|                          | Stephan Zielatkiewicz | FN             | 1 830        | 20,62        | 1 408       | 14,94       | 2      |        |
|                          |                       |                |              |              |             |             |        |        |
| Inscrits                 | Inscrits              | Inscrits       | 17 231       | 100,00       | 17 231      | 100,00      |        |        |
| Abstentions              | Abstentions           | Abstentions    | 8 027        | 46,58        | 7 529       | 43,69       |        |        |
| Votants                  | Votants               | Votants        | 9 204        | 53,42        | 9 702       | 56,31       |        |        |
| Blancs et nuls           | Blancs et nuls        | Blancs et nuls | 332          | 3,61         | 282         | 2,91        |        |        |
| Exprimés                 | Exprimés              | Exprimés       | 8 872        | 96,39        | 9 420       | 97,09       |        |        |
| * Liste du maire sortant |                       |                |              |              |             |             |        |        |

### Auby
- Maire sortant : Freddy Kaczmarek (PCF)
- 29 sièges à pourvoir au conseil municipal (population légale 2011 : 7 498 habitants)
- 2 sièges à pourvoir au conseil communautaire (CA Douaisis Agglo)

|                          | Freddy Kaczmarek * | PCF            | 1 733 | 50,49  | 23 | 2 |  |  |
|                          | Véronique De Rouck | DVG            | 1 049 | 30,56  | 4  |   |  |  |
|                          | Lionel Watteau     | SE             | 510   | 14,86  | 2  |   |  |  |
|                          | Djamel Boutechiche | DVG            | 140   | 4,07   |    |   |  |  |
|                          |                    |                |       |        |    |   |  |  |
| Inscrits                 | Inscrits           | Inscrits       | 5 100 | 100,00 |    |   |  |  |
| Abstentions              | Abstentions        | Abstentions    | 1 575 | 30,88  |    |   |  |  |
| Votants                  | Votants            | Votants        | 3 525 | 69,12  |    |   |  |  |
| Blancs et nuls           | Blancs et nuls     | Blancs et nuls | 93    | 2,64   |    |   |  |  |
| Exprimés                 | Exprimés           | Exprimés       | 3 432 | 97,36  |    |   |  |  |
| * Liste du maire sortant |                    |                |       |        |    |   |  |  |

### Aulnoy-lez-Valenciennes
- Maire sortant : Laurent Depagne (PS)
- 29 sièges à pourvoir au conseil municipal (population légale 2011 : 7 425 habitants)
- 3 sièges à pourvoir au conseil communautaire (CA Valenciennes Métropole)

|                          | Laurent Depagne * | PS             | 1 850 | 69,10  | 25 | 3 |  |  |
|                          | Edith Godin       | SE             | 433   | 16,17  | 2  |   |  |  |
|                          | Philippe Perek    | PCF            | 394   | 14,71  | 2  |   |  |  |
|                          |                   |                |       |        |    |   |  |  |
| Inscrits                 | Inscrits          | Inscrits       | 5 493 | 100,00 |    |   |  |  |
| Abstentions              | Abstentions       | Abstentions    | 2 690 | 48,97  |    |   |  |  |
| Votants                  | Votants           | Votants        | 2 803 | 51,03  |    |   |  |  |
| Blancs et nuls           | Blancs et nuls    | Blancs et nuls | 126   | 4,50   |    |   |  |  |
| Exprimés                 | Exprimés          | Exprimés       | 2 677 | 95,50  |    |   |  |  |
| * Liste du maire sortant |                   |                |       |        |    |   |  |  |

### Aulnoye-Aymeries
- Maire sortant : Bernard Baudoux (PCF)
- 29 sièges à pourvoir au conseil municipal (population légale 2011 : 8 692 habitants)
- 6 sièges à pourvoir au conseil communautaire (CA Maubeuge Val de Sambre)

| Tête de liste            | Tête de liste     | Liste          | Premier tour | Premier tour | Second tour | Second tour | Sièges | Sièges |
| Tête de liste            | Tête de liste     | Liste          | Voix         | %            | Voix        | %           | CM     | CC     |
| ------------------------ | ----------------- | -------------- | ------------ | ------------ | ----------- | ----------- | ------ | ------ |
|                          | Bernard Baudoux * | PCF            | 1 915        | 47,43        | 2 010       | 50,16       | 22     | 5      |
|                          | Loïc Pietton      | DVG            | 989          | 24,49        | 1 079       | 26,92       | 4      | 1      |
|                          | Arnaud Jacquinet  | SE             | 669          | 16,57        | 573         | 14,29       | 2      |        |
|                          | Francine Lasne    | DVD            | 464          | 11,49        | 345         | 8,60        | 1      |        |
|                          |                   |                |              |              |             |             |        |        |
| Inscrits                 | Inscrits          | Inscrits       | 6 775        | 100,00       | 6 776       | 100,00      |        |        |
| Abstentions              | Abstentions       | Abstentions    | 2 615        | 38,60        | 2 670       | 39,40       |        |        |
| Votants                  | Votants           | Votants        | 4 160        | 61,40        | 4 106       | 60,60       |        |        |
| Blancs et nuls           | Blancs et nuls    | Blancs et nuls | 123          | 2,96         | 99          | 2,41        |        |        |
| Exprimés                 | Exprimés          | Exprimés       | 4 037        | 97,04        | 4 007       | 97,59       |        |        |
| * Liste du maire sortant |                   |                |              |              |             |             |        |        |

### Bailleul
- Maire sortant : Michel Gilloen (PS)
- 33 sièges à pourvoir au conseil municipal (population légale 2011 : 14 517 habitants)
- 12 sièges à pourvoir au conseil communautaire (CA Cœur de Flandre)

| Tête de liste            | Tête de liste    | Liste          | Premier tour | Premier tour | Second tour | Second tour | Sièges | Sièges |
| Tête de liste            | Tête de liste    | Liste          | Voix         | %            | Voix        | %           | CM     | CC     |
| ------------------------ | ---------------- | -------------- | ------------ | ------------ | ----------- | ----------- | ------ | ------ |
|                          | Michel Gilloen * | PS             | 2 869        | 40,97        | 3 304       | 44,51       | 7      | 3      |
|                          | Marc Deneuche    | DVD            | 2 211        | 31,58        | 3 510       | 47,28       | 25     | 9      |
|                          | Michel Ostojski  | UMP-UDI        | 1 146        | 16,36        |             |             |        |        |
|                          | Patrick Deroo    | FN             | 775          | 11,06        | 609         | 8,20        | 1      |        |
|                          |                  |                |              |              |             |             |        |        |
| Inscrits                 | Inscrits         | Inscrits       | 11 292       | 100,00       | 11 291      | 100,00      |        |        |
| Abstentions              | Abstentions      | Abstentions    | 4 038        | 35,76        | 3 682       | 32,61       |        |        |
| Votants                  | Votants          | Votants        | 7 254        | 64,24        | 7 609       | 67,39       |        |        |
| Blancs et nuls           | Blancs et nuls   | Blancs et nuls | 253          | 3,49         | 186         | 2,44        |        |        |
| Exprimés                 | Exprimés         | Exprimés       | 7 001        | 96,51        | 7 423       | 97,56       |        |        |
| * Liste du maire sortant |                  |                |              |              |             |             |        |        |

### Bauvin
- Maire sortant : Louis-Pascal Lebargy (DVG)
- 29 sièges à pourvoir au conseil municipal (population légale 2011 : 5 270 habitants)
- 8 sièges à pourvoir au conseil communautaire (Métropole européenne de Lille)

|                          | Louis-Pascal Lebargy * | PS-PCF-EELV    | 2 005 | 100,00 | 29 | 8 |  |  |
|                          |                        |                |       |        |    |   |  |  |
| Inscrits                 | Inscrits               | Inscrits       | 4 017 | 100,00 |    |   |  |  |
| Abstentions              | Abstentions            | Abstentions    | 1 678 | 41,77  |    |   |  |  |
| Votants                  | Votants                | Votants        | 2 339 | 58,23  |    |   |  |  |
| Blancs et nuls           | Blancs et nuls         | Blancs et nuls | 334   | 14,28  |    |   |  |  |
| Exprimés                 | Exprimés               | Exprimés       | 2 005 | 85,72  |    |   |  |  |
| * Liste du maire sortant |                        |                |       |        |    |   |  |  |

### Beuvrages
- Maire sortant : André Lenquette (DVG)
- 29 sièges à pourvoir au conseil municipal (population légale 2011 : 6 676 habitants)
- 3 sièges à pourvoir au conseil communautaire (CA Valenciennes Métropole)

| Tête de liste            | Tête de liste     | Liste          | Premier tour | Premier tour | Second tour | Second tour | Sièges | Sièges |
| Tête de liste            | Tête de liste     | Liste          | Voix         | %            | Voix        | %           | CM     | CC     |
| ------------------------ | ----------------- | -------------- | ------------ | ------------ | ----------- | ----------- | ------ | ------ |
|                          | André Lenquette * | DVG            | 1 131        | 48,68        | 1 204       | 51,51       | 23     | 2      |
|                          | Michel Domin      | PS             | 673          | 28,97        | 689         | 29,48       | 4      | 1      |
|                          | Michel Becque     | UDI            | 519          | 22,34        | 444         | 18,99       | 2      |        |
|                          |                   |                |              |              |             |             |        |        |
| Inscrits                 | Inscrits          | Inscrits       | 4 619        | 100,00       | 4 614       | 100,00      |        |        |
| Abstentions              | Abstentions       | Abstentions    | 2 180        | 47,20        | 2 189       | 47,44       |        |        |
| Votants                  | Votants           | Votants        | 2 439        | 52,80        | 2 425       | 52,56       |        |        |
| Blancs et nuls           | Blancs et nuls    | Blancs et nuls | 116          | 4,76         | 88          | 3,63        |        |        |
| Exprimés                 | Exprimés          | Exprimés       | 2 323        | 95,24        | 2 337       | 96,37       |        |        |
| * Liste du maire sortant |                   |                |              |              |             |             |        |        |

### Bondues
- Maire sortant : Patrick Delebarre (UMP)
- 29 sièges à pourvoir au conseil municipal (population légale 2011 : 9 816 habitants)
- 1 sièges à pourvoir au conseil communautaire (Métropole européenne de Lille)

|                          | Patrick Delebarre * | UMP            | 3 362 | 100,00 | 29 | 1 |  |  |
|                          |                     |                |       |        |    |   |  |  |
| Inscrits                 | Inscrits            | Inscrits       | 8 805 | 100,00 |    |   |  |  |
| Abstentions              | Abstentions         | Abstentions    | 4 955 | 56,27  |    |   |  |  |
| Votants                  | Votants             | Votants        | 3 850 | 43,73  |    |   |  |  |
| Blancs et nuls           | Blancs et nuls      | Blancs et nuls | 488   | 12,68  |    |   |  |  |
| Exprimés                 | Exprimés            | Exprimés       | 3 362 | 87,32  |    |   |  |  |
| * Liste du maire sortant |                     |                |       |        |    |   |  |  |

### Bourbourg
- Maire sortant : Francis Bassemon (PRG)
- 29 sièges à pourvoir au conseil municipal (population légale 2011 : 7 032 habitants)
- 2 sièges à pourvoir au conseil communautaire (CU de Dunkerque)

|                          | Francis Bassemon * | DVG            | 2 610 | 76,80  | 26 | 2 |  |  |
|                          | Michel Nicolet     | DVG            | 788   | 23,19  | 3  |   |  |  |
|                          |                    |                |       |        |    |   |  |  |
| Inscrits                 | Inscrits           | Inscrits       | 5 169 | 100,00 |    |   |  |  |
| Abstentions              | Abstentions        | Abstentions    | 1 578 | 30,53  |    |   |  |  |
| Votants                  | Votants            | Votants        | 3 591 | 69,47  |    |   |  |  |
| Blancs et nuls           | Blancs et nuls     | Blancs et nuls | 193   | 5,37   |    |   |  |  |
| Exprimés                 | Exprimés           | Exprimés       | 3 398 | 94,63  |    |   |  |  |
| * Liste du maire sortant |                    |                |       |        |    |   |  |  |

### Bruay-sur-l'Escaut
- Maire sortant : Jacques Marissiaux (PS)
- 33 sièges à pourvoir au conseil municipal (population légale 2011 : 12 122 habitants)
- 4 sièges à pourvoir au conseil communautaire (CA Valenciennes Métropole)

|                          | Sylvia Duhamel       | SE             | 2 408 | 51,97  | 25 | 3 |  |  |
|                          | Jacques Marissiaux * | PS             | 2 225 | 48,02  | 8  | 1 |  |  |
|                          |                      |                |       |        |    |   |  |  |
| Inscrits                 | Inscrits             | Inscrits       | 7 832 | 100,00 |    |   |  |  |
| Abstentions              | Abstentions          | Abstentions    | 2 998 | 38,28  |    |   |  |  |
| Votants                  | Votants              | Votants        | 4 834 | 61,72  |    |   |  |  |
| Blancs et nuls           | Blancs et nuls       | Blancs et nuls | 201   | 4,16   |    |   |  |  |
| Exprimés                 | Exprimés             | Exprimés       | 4 633 | 95,84  |    |   |  |  |
| * Liste du maire sortant |                      |                |       |        |    |   |  |  |

### Cambrai
- Maire sortant : François-Xavier Villain (UDI)
- 39 sièges à pourvoir au conseil municipal (population légale 2011 : 32 770 habitants)
- 38 sièges à pourvoir au conseil communautaire (CA de Cambrai)

|                          | François-Xavier Villain * | DVD            | 9 075  | 72,46  | 35 | 34 |  |  |
|                          | Thierry Basquin           | FN             | 1 373  | 10,96  | 2  | 2  |  |  |
|                          | Yves-Pascal Renouard      | PS             | 1 050  | 8,38   | 1  | 1  |  |  |
|                          | Jean-Louis Delhaye        | FG             | 1 026  | 8,19   | 1  | 1  |  |  |
|                          |                           |                |        |        |    |    |  |  |
| Inscrits                 | Inscrits                  | Inscrits       | 23 328 | 100,00 |    |    |  |  |
| Abstentions              | Abstentions               | Abstentions    | 10 478 | 44,92  |    |    |  |  |
| Votants                  | Votants                   | Votants        | 12 850 | 55,08  |    |    |  |  |
| Blancs et nuls           | Blancs et nuls            | Blancs et nuls | 326    | 2,54   |    |    |  |  |
| Exprimés                 | Exprimés                  | Exprimés       | 12 524 | 97,46  |    |    |  |  |
| * Liste du maire sortant |                           |                |        |        |    |    |  |  |

### Cappelle-la-Grande
- Maire sortant : Léon Devloies (DVG)
- 29 sièges à pourvoir au conseil municipal (population légale 2011 : 8 096 habitants)
- 3 sièges à pourvoir au conseil communautaire (CU de Dunkerque)

|                          | Léon Devloies * | DVG            | 3 561 | 78,10  | 26 | 3 |  |  |
|                          | Stéphane Gokel  | DVG            | 998   | 21,89  | 3  |   |  |  |
|                          |                 |                |       |        |    |   |  |  |
| Inscrits                 | Inscrits        | Inscrits       | 6 352 | 100,00 |    |   |  |  |
| Abstentions              | Abstentions     | Abstentions    | 1 581 | 24,89  |    |   |  |  |
| Votants                  | Votants         | Votants        | 4 771 | 75,11  |    |   |  |  |
| Blancs et nuls           | Blancs et nuls  | Blancs et nuls | 212   | 4,44   |    |   |  |  |
| Exprimés                 | Exprimés        | Exprimés       | 4 559 | 95,56  |    |   |  |  |
| * Liste du maire sortant |                 |                |       |        |    |   |  |  |

### Caudry
- Maire sortant : Guy Bricout (DVD)
- 33 sièges à pourvoir au conseil municipal (population légale 2011 : 14 582 habitants)
- 16 sièges à pourvoir au conseil communautaire (CA du Caudrésis - Catésis)

| Tête de liste            | Tête de liste     | Liste          | Premier tour | Premier tour | Sièges | Sièges |
| Tête de liste            | Tête de liste     | Liste          | Voix         | %            | CM     | CC     |
| ------------------------ | ----------------- | -------------- | ------------ | ------------ | ------ | ------ |
|                          | Guy Bricout *     | DVD            | 4 185        | 69,58        | 29     | 15     |
|                          | Mélanie Disdier   | FN             | 855          | 14,21        | 2      | 1      |
|                          | Christian Dervaux | PS             | 556          | 9,24         | 1      |        |
|                          | Brigitte Lefebvre | FG             | 326          | 5,42         | 1      |        |
|                          | Joël Lamand       | AR             | 92           | 1,52         |        |        |
|                          |                   |                |              |              |        |        |
| Inscrits                 | Inscrits          | Inscrits       | 10 142       | 100,00       |        |        |
| Abstentions              | Abstentions       | Abstentions    | 3 939        | 38,84        |        |        |
| Votants                  | Votants           | Votants        | 6 203        | 61,16        |        |        |
| Blancs et nuls           | Blancs et nuls    | Blancs et nuls | 189          | 3,05         |        |        |
| Exprimés                 | Exprimés          | Exprimés       | 6 014        | 96,95        |        |        |
| * Liste du maire sortant |                   |                |              |              |        |        |

### Comines
- Maire sortant : Alain Detournay (UMP)
- 33 sièges à pourvoir au conseil municipal (population légale 2011 : 12 637 habitants)
- 1 sièges à pourvoir au conseil communautaire (Métropole européenne de Lille)

|                          | Alain Detournay * | DVD            | 3 210 | 74,39  | 29 | 1 |  |  |
|                          | Laurent Parages   | DVG            | 1 105 | 25,60  | 4  |   |  |  |
|                          |                   |                |       |        |    |   |  |  |
| Inscrits                 | Inscrits          | Inscrits       | 9 487 | 100,00 |    |   |  |  |
| Abstentions              | Abstentions       | Abstentions    | 4 837 | 50,99  |    |   |  |  |
| Votants                  | Votants           | Votants        | 4 650 | 49,01  |    |   |  |  |
| Blancs et nuls           | Blancs et nuls    | Blancs et nuls | 335   | 7,20   |    |   |  |  |
| Exprimés                 | Exprimés          | Exprimés       | 4 315 | 92,80  |    |   |  |  |
| * Liste du maire sortant |                   |                |       |        |    |   |  |  |

### Condé-sur-l'Escaut
- Maire sortant : Daniel Bois (PRG)
- 29 sièges à pourvoir au conseil municipal (population légale 2011 : 9 593 habitants)
- 3 sièges à pourvoir au conseil communautaire (CA Valenciennes Métropole)

| Tête de liste  | Tête de liste   | Liste          | Premier tour | Premier tour | Second tour | Second tour | Sièges | Sièges |
| Tête de liste  | Tête de liste   | Liste          | Voix         | %            | Voix        | %           | CM     | CC     |
| -------------- | --------------- | -------------- | ------------ | ------------ | ----------- | ----------- | ------ | ------ |
|                | Joël Bois       | PS             | 1 025        | 29,29        | 1 285       | 33,80       | 5      | 1      |
|                | Grégory Lelong  | UMP-UDI        | 890          | 25,43        | 1 422       | 37,41       | 20     | 2      |
|                | Roland Bouvart  | DVD            | 885          | 25,29        | 1 094       | 28,78       | 4      |        |
|                | Dominique Lymer | PCF            | 699          | 19,97        |             |             |        |        |
|                |                 |                |              |              |             |             |        |        |
| Inscrits       | Inscrits        | Inscrits       | 6 258        | 100,00       | 6 258       | 100,00      |        |        |
| Abstentions    | Abstentions     | Abstentions    | 2 570        | 41,07        | 2 298       | 36,72       |        |        |
| Votants        | Votants         | Votants        | 3 688        | 58,93        | 3 960       | 63,28       |        |        |
| Blancs et nuls | Blancs et nuls  | Blancs et nuls | 189          | 5,12         | 159         | 4,02        |        |        |
| Exprimés       | Exprimés        | Exprimés       | 3 499        | 94,88        | 3 801       | 95,98       |        |        |

### Coudekerque-Branche
- Maire sortant : David Bailleul (MRC)
- 35 sièges à pourvoir au conseil municipal (population légale 2011 : 22 264 habitants)
- 9 sièges à pourvoir au conseil communautaire (CU de Dunkerque)

|                          | David Bailleul *   | MRC            | 6 560  | 57,12  | 29 | 9 |  |  |
|                          | Bertrand Meurisse  | FN             | 1 327  | 11,55  | 2  |   |  |  |
|                          | Joël Carbon        | PS             | 1 321  | 11,50  | 2  |   |  |  |
|                          | Floris Janssens    | DVG            | 1 180  | 10,27  | 1  |   |  |  |
|                          | Alexandre Distanti | DVD            | 720    | 6,26   | 1  |   |  |  |
|                          | Alain Dotta        | FG-PCF         | 376    | 3,27   |    |   |  |  |
|                          |                    |                |        |        |    |   |  |  |
| Inscrits                 | Inscrits           | Inscrits       | 16 410 | 100,00 |    |   |  |  |
| Abstentions              | Abstentions        | Abstentions    | 4 625  | 28,18  |    |   |  |  |
| Votants                  | Votants            | Votants        | 11 785 | 71,82  |    |   |  |  |
| Blancs et nuls           | Blancs et nuls     | Blancs et nuls | 301    | 2,55   |    |   |  |  |
| Exprimés                 | Exprimés           | Exprimés       | 11 484 | 97,45  |    |   |  |  |
| * Liste du maire sortant |                    |                |        |        |    |   |  |  |

### Croix
- Maire sortant : Régis Cauche (UMP)
- 35 sièges à pourvoir au conseil municipal (population légale 2011 : 20 483 habitants)
- 3 sièges à pourvoir au conseil communautaire (Métropole européenne de Lille)

| Tête de liste            | Tête de liste   | Liste          | Premier tour | Premier tour | Second tour | Second tour | Sièges | Sièges |
| Tête de liste            | Tête de liste   | Liste          | Voix         | %            | Voix        | %           | CM     | CC     |
| ------------------------ | --------------- | -------------- | ------------ | ------------ | ----------- | ----------- | ------ | ------ |
|                          | Régis Cauche *  | UMP-UDI        | 3 492        | 47,43        | 3 518       | 48,59       | 27     | 2      |
|                          | André Hibon     | DVD            | 1 931        | 26,23        | 2 178       | 30,08       | 5      | 1      |
|                          | Mario Califano  | PS-EELV        | 1 474        | 20,02        | 1 544       | 21,32       | 3      |        |
|                          | Roger Demortier | FG             | 464          | 6,30         |             |             |        |        |
|                          |                 |                |              |              |             |             |        |        |
| Inscrits                 | Inscrits        | Inscrits       | 14 082       | 100,00       | 14 197      | 100,00      |        |        |
| Abstentions              | Abstentions     | Abstentions    | 6 436        | 45,70        | 6 702       | 47,21       |        |        |
| Votants                  | Votants         | Votants        | 7 646        | 54,30        | 7 495       | 52,79       |        |        |
| Blancs et nuls           | Blancs et nuls  | Blancs et nuls | 285          | 3,73         | 255         | 3,40        |        |        |
| Exprimés                 | Exprimés        | Exprimés       | 7 361        | 96,27        | 7 240       | 96,60       |        |        |
| * Liste du maire sortant |                 |                |              |              |             |             |        |        |

### Cuincy
- Maire sortant : Bernard Wagon (PS)
- 29 sièges à pourvoir au conseil municipal (population légale 2011 : 6 602 habitants)
- 2 sièges à pourvoir au conseil communautaire (CA Douaisis Agglo)

|                          | Claude Hego     | SE             | 1 602 | 51,49  | 23 | 2 |  |  |
|                          | Bernard Wagon * | PS             | 1 123 | 36,09  | 5  |   |  |  |
|                          | Frédéric Duval  | DVD            | 386   | 12,40  | 1  |   |  |  |
|                          |                 |                |       |        |    |   |  |  |
| Inscrits                 | Inscrits        | Inscrits       | 5 162 | 100,00 |    |   |  |  |
| Abstentions              | Abstentions     | Abstentions    | 1 934 | 37,47  |    |   |  |  |
| Votants                  | Votants         | Votants        | 3 228 | 62,53  |    |   |  |  |
| Blancs et nuls           | Blancs et nuls  | Blancs et nuls | 117   | 3,62   |    |   |  |  |
| Exprimés                 | Exprimés        | Exprimés       | 3 111 | 96,38  |    |   |  |  |
| * Liste du maire sortant |                 |                |       |        |    |   |  |  |

### Dechy
- Maire sortant : Jean-Michel Szatny (PS)
- 29 sièges à pourvoir au conseil municipal (population légale 2011 : 5 133 habitants)
- 2 sièges à pourvoir au conseil communautaire (CA Douaisis Agglo)

|                          | Jean-Michel Szatny * | PS             | 1 221 | 57,48  | 24 | 2 |  |  |
|                          | Charles Vaillant     | FG             | 674   | 31,73  | 4  |   |  |  |
|                          | Jean-François Caré   | PCF            | 229   | 10,78  | 1  |   |  |  |
|                          |                      |                |       |        |    |   |  |  |
| Inscrits                 | Inscrits             | Inscrits       | 3 604 | 100,00 |    |   |  |  |
| Abstentions              | Abstentions          | Abstentions    | 1 375 | 38,15  |    |   |  |  |
| Votants                  | Votants              | Votants        | 2 229 | 61,85  |    |   |  |  |
| Blancs et nuls           | Blancs et nuls       | Blancs et nuls | 105   | 4,71   |    |   |  |  |
| Exprimés                 | Exprimés             | Exprimés       | 2 124 | 95,29  |    |   |  |  |
| * Liste du maire sortant |                      |                |       |        |    |   |  |  |

### Denain
- Maire sortant : Anne-Lise Dufour-Tonini (PS)
- 35 sièges à pourvoir au conseil municipal (population légale 2011 : 20 370 habitants)
- 8 sièges à pourvoir au conseil communautaire (CA de la Porte du Hainaut)

|                          | Anne-Lise Dufour-Tonini * | PS             | 3 243  | 59,01  | 28 | 7 |  |  |
|                          | Sabine Hebbar             | DVG            | 1 515  | 27,57  | 5  | 1 |  |  |
|                          | Jacky Boucot              | LO             | 419    | 7,62   | 1  |   |  |  |
|                          | Djemaï Drici              | DVG            | 318    | 5,78   | 1  |   |  |  |
|                          |                           |                |        |        |    |   |  |  |
| Inscrits                 | Inscrits                  | Inscrits       | 10 877 | 100,00 |    |   |  |  |
| Abstentions              | Abstentions               | Abstentions    | 4 992  | 45,90  |    |   |  |  |
| Votants                  | Votants                   | Votants        | 5 885  | 54,10  |    |   |  |  |
| Blancs et nuls           | Blancs et nuls            | Blancs et nuls | 390    | 6,63   |    |   |  |  |
| Exprimés                 | Exprimés                  | Exprimés       | 5 495  | 93,37  |    |   |  |  |
| * Liste du maire sortant |                           |                |        |        |    |   |  |  |

### Douai
- Maire sortant : Jacques Vernier (UMP)
- 43 sièges à pourvoir au conseil municipal (population légale 2011 : 41 915 habitants)
- 11 sièges à pourvoir au conseil communautaire (CA Douaisis Agglo)

| Tête de liste  | Tête de liste                         | Liste          | Premier tour | Premier tour | Second tour | Second tour | Sièges | Sièges |
| Tête de liste  | Tête de liste                         | Liste          | Voix         | %            | Voix        | %           | CM     | CC     |
| -------------- | ------------------------------------- | -------------- | ------------ | ------------ | ----------- | ----------- | ------ | ------ |
|                | Frédéric Chereau                      | PS             | 4 125        | 30,41        | 6 505       | 45,91       | 32     | 8      |
|                | Brigitte Bonnaffé-Leriche             | FG             | 829          | 6,11         | 6 505       | 45,91       | 32     | 8      |
|                | Françoise Prouvost                    | UMP            | 3 700        | 27,28        | 5 076       | 35,83       | 7      | 2      |
|                | Marie-Hélène Quatreboeufs-Niklikowski | DVD            | 1 829        | 13,48        | 5 076       | 35,83       | 7      | 2      |
|                | Guy Cannie                            | FN             | 2 570        | 18,95        | 2 585       | 18,24       | 4      | 1      |
|                | Léopold Pons                          | SE             | 509          | 3,75         |             |             |        |        |
|                |                                       |                |              |              |             |             |        |        |
| Inscrits       | Inscrits                              | Inscrits       | 27 766       | 100,00       | 27 767      | 100,00      |        |        |
| Abstentions    | Abstentions                           | Abstentions    | 13 698       | 49,33        | 13 104      | 47,19       |        |        |
| Votants        | Votants                               | Votants        | 14 068       | 50,67        | 14 663      | 52,81       |        |        |
| Blancs et nuls | Blancs et nuls                        | Blancs et nuls | 506          | 3,60         | 497         | 3,39        |        |        |
| Exprimés       | Exprimés                              | Exprimés       | 13 562       | 96,40        | 14 166      | 96,61       |        |        |

### Douchy-les-Mines
- Maire sortant : Michel Lefebvre (PCF)
- 33 sièges à pourvoir au conseil municipal (population légale 2011 : 10 421 habitants)
- 5 sièges à pourvoir au conseil communautaire (CA de la Porte du Hainaut)

|                          | Michel Lefebvre * | PCF            | 2 743 | 71,65  | 29 | 5 |  |  |
|                          | Yvon Riancho      | PS             | 1 085 | 28,34  | 4  |   |  |  |
|                          |                   |                |       |        |    |   |  |  |
| Inscrits                 | Inscrits          | Inscrits       | 7 180 | 100,00 |    |   |  |  |
| Abstentions              | Abstentions       | Abstentions    | 3 073 | 42,80  |    |   |  |  |
| Votants                  | Votants           | Votants        | 4 107 | 57,20  |    |   |  |  |
| Blancs et nuls           | Blancs et nuls    | Blancs et nuls | 279   | 6,79   |    |   |  |  |
| Exprimés                 | Exprimés          | Exprimés       | 3 828 | 93,21  |    |   |  |  |
| * Liste du maire sortant |                   |                |       |        |    |   |  |  |

### Dunkerque
- Maire sortant : Michel Delebarre (PS)
- 53 sièges à pourvoir au conseil municipal (population légale 2011 : 91 386 habitants)
- 36 sièges à pourvoir au conseil communautaire (CU de Dunkerque)

| Tête de liste            | Tête de liste      | Liste           | Premier tour, | Premier tour, | Second tour | Second tour | Sièges | Sièges |
| Tête de liste            | Tête de liste      | Liste           | Voix          | %             | Voix        | %           | CM     | CC     |
| ------------------------ | ------------------ | --------------- | ------------- | ------------- | ----------- | ----------- | ------ | ------ |
|                          | Patrice Vergriete  | DVG             | 14 276        | 36,04         | 23 020      | 55,52       | 42     | 28     |
|                          | Michel Delebarre * | PS-PCF-EELV-MRC | 11 429        | 28,85         | 10 889      | 26,26       | 7      | 5      |
|                          | Philippe Eymery    | FN              | 8 948         | 22,59         | 7 547       | 18,20       | 4      | 3      |
|                          | Antoine Diers      | UMP             | 3 601         | 9,09          |             |             |        |        |
|                          | Jacques Volant     | LO              | 1 352         | 3,41          |             |             |        |        |
|                          |                    |                 |               |               |             |             |        |        |
| Inscrits                 | Inscrits           | Inscrits        | 64 480        | 100,00        | 64 482      | 100,00      |        |        |
| Abstentions              | Abstentions        | Abstentions     | 23 141        | 35,89         | 21 610      | 33,51       |        |        |
| Votants                  | Votants            | Votants         | 41 339        | 64,11         | 42 872      | 66,49       |        |        |
| Blancs et nuls           | Blancs et nuls     | Blancs et nuls  | 1 733         | 4,19          | 1 416       | 3,30        |        |        |
| Exprimés                 | Exprimés           | Exprimés        | 39 606        | 95,81         | 41 456      | 96,70       |        |        |
| * Liste du maire sortant |                    |                 |               |               |             |             |        |        |

### Escaudain
- Maire sortant : Jacky Laure (PCF)
- 29 sièges à pourvoir au conseil municipal (population légale 2011 : 9 164 habitants)
- 4 sièges à pourvoir au conseil communautaire (CA de la Porte du Hainaut)

| Tête de liste  | Tête de liste  | Liste          | Premier tour | Premier tour | Second tour | Second tour | Sièges | Sièges |
| Tête de liste  | Tête de liste  | Liste          | Voix         | %            | Voix        | %           | CM     | CC     |
| -------------- | -------------- | -------------- | ------------ | ------------ | ----------- | ----------- | ------ | ------ |
|                | Bruno Saligot  | PCF            | 1 372        | 41,16        | 1 867       | 56,73       | 23     | 3      |
|                | Claude Cauliez | PS             | 936          | 28,08        | 1 424       | 43,26       | 6      | 1      |
|                | Francis Dufour | DVG            | 723          | 21,69        |             |             |        |        |
|                | Rarib Laamimat | SE             | 302          | 9,06         |             |             |        |        |
|                |                |                |              |              |             |             |        |        |
| Inscrits       | Inscrits       | Inscrits       | 6 154        | 100,00       | 6 154       | 100,00      |        |        |
| Abstentions    | Abstentions    | Abstentions    | 2 672        | 43,42        | 2 730       | 44,36       |        |        |
| Votants        | Votants        | Votants        | 3 482        | 56,58        | 3 424       | 55,64       |        |        |
| Blancs et nuls | Blancs et nuls | Blancs et nuls | 149          | 4,28         | 133         | 3,88        |        |        |
| Exprimés       | Exprimés       | Exprimés       | 3 333        | 95,72        | 3 291       | 96,12       |        |        |

### Estaires
- Maire sortant : Bruno Ficheux (DVD)
- 29 sièges à pourvoir au conseil municipal (population légale 2011 : 5 955 habitants)
- 6 sièges à pourvoir au conseil communautaire (CC Flandre Lys)

|                          | Bruno Ficheux *  | DVD            | 2 127 | 68,28  | 25 | 5 |  |  |
|                          | Denis Crinquette | DVG            | 988   | 31,71  | 4  | 1 |  |  |
|                          |                  |                |       |        |    |   |  |  |
| Inscrits                 | Inscrits         | Inscrits       | 4 796 | 100,00 |    |   |  |  |
| Abstentions              | Abstentions      | Abstentions    | 1 508 | 31,44  |    |   |  |  |
| Votants                  | Votants          | Votants        | 3 288 | 68,56  |    |   |  |  |
| Blancs et nuls           | Blancs et nuls   | Blancs et nuls | 173   | 5,26   |    |   |  |  |
| Exprimés                 | Exprimés         | Exprimés       | 3 115 | 94,74  |    |   |  |  |
| * Liste du maire sortant |                  |                |       |        |    |   |  |  |

### Faches-Thumesnil
- Maire sortant : Nicolas Lebas (UDI)
- 33 sièges à pourvoir au conseil municipal (population légale 2011 : 17 590 habitants)
- 2 sièges à pourvoir au conseil communautaire (Métropole européenne de Lille)

|                          | Nicolas Lebas *  | UMP-UDI        | 4 080  | 61,47  | 27 | 2 |  |  |
|                          | Antoine Therain  | PS-EELV        | 1 885  | 28,40  | 5  |   |  |  |
|                          | Mathias Wattelle | FG             | 672    | 10,12  | 1  |   |  |  |
|                          |                  |                |        |        |    |   |  |  |
| Inscrits                 | Inscrits         | Inscrits       | 12 372 | 100,00 |    |   |  |  |
| Abstentions              | Abstentions      | Abstentions    | 5 430  | 43,89  |    |   |  |  |
| Votants                  | Votants          | Votants        | 6 942  | 56,11  |    |   |  |  |
| Blancs et nuls           | Blancs et nuls   | Blancs et nuls | 305    | 4,39   |    |   |  |  |
| Exprimés                 | Exprimés         | Exprimés       | 6 637  | 95,61  |    |   |  |  |
| * Liste du maire sortant |                  |                |        |        |    |   |  |  |

### Feignies
- Maire sortant : Jean Jarosz (PCF)
- 29 sièges à pourvoir au conseil municipal (population légale 2011 : 7 184 habitants)
- 3 sièges à pourvoir au conseil communautaire (CA Maubeuge Val de Sambre)

| Tête de liste  | Tête de liste             | Liste          | Premier tour | Premier tour | Second tour | Second tour | Sièges | Sièges |
| Tête de liste  | Tête de liste             | Liste          | Voix         | %            | Voix        | %           | CM     | CC     |
| -------------- | ------------------------- | -------------- | ------------ | ------------ | ----------- | ----------- | ------ | ------ |
|                | Chantal Lepinoy           | DVG            | 972          | 34,46        | 1 220       | 42,52       | 21     | 2      |
|                | Patrick Leduc             | DVG            | 889          | 31,52        | 965         | 33,63       | 5      | 1      |
|                | Jean-Luc Sporta           | DVD            | 690          | 24,46        | 684         | 23,84       | 3      |        |
|                | Nicole Dacosse-vandesmael | PCF            | 269          | 9,53         |             |             |        |        |
|                |                           |                |              |              |             |             |        |        |
| Inscrits       | Inscrits                  | Inscrits       | 4 426        | 100,00       | 4 427       | 100,00      |        |        |
| Abstentions    | Abstentions               | Abstentions    | 1 484        | 33,53        | 1 437       | 32,46       |        |        |
| Votants        | Votants                   | Votants        | 2 942        | 66,47        | 2 990       | 67,54       |        |        |
| Blancs et nuls | Blancs et nuls            | Blancs et nuls | 122          | 4,15         | 121         | 4,05        |        |        |
| Exprimés       | Exprimés                  | Exprimés       | 2 820        | 95,85        | 2 869       | 95,95       |        |        |

### Fenain
- Maire sortant : Danielle Bray (PCF)
- 29 sièges à pourvoir au conseil municipal (population légale 2011 : 5 327 habitants)
- 3 sièges à pourvoir au conseil communautaire (CC Cœur d'Ostrevent)

|                          | Arlette Dupilet | DVG            | 1 221 | 51,22  | 22 | 2 |  |  |
|                          | Danielle Bray * | PCF            | 1 163 | 48,78  | 7  | 1 |  |  |
|                          |                 |                |       |        |    |   |  |  |
| Inscrits                 | Inscrits        | Inscrits       | 4 027 | 100,00 |    |   |  |  |
| Abstentions              | Abstentions     | Abstentions    | 1 505 | 37,37  |    |   |  |  |
| Votants                  | Votants         | Votants        | 2 522 | 62,63  |    |   |  |  |
| Blancs et nuls           | Blancs et nuls  | Blancs et nuls | 138   | 5,47   |    |   |  |  |
| Exprimés                 | Exprimés        | Exprimés       | 2 384 | 94,53  |    |   |  |  |
| * Liste du maire sortant |                 |                |       |        |    |   |  |  |

### Ferrière-la-Grande
- Maire sortant : Philippe Dronsart (PS)
- 29 sièges à pourvoir au conseil municipal (population légale 2011 : 5 415 habitants)
- 3 sièges à pourvoir au conseil communautaire (CA Maubeuge Val de Sambre)

| Tête de liste            | Tête de liste         | Liste          | Premier tour | Premier tour | Second tour | Second tour | Sièges | Sièges |
| Tête de liste            | Tête de liste         | Liste          | Voix         | %            | Voix        | %           | CM     | CC     |
| ------------------------ | --------------------- | -------------- | ------------ | ------------ | ----------- | ----------- | ------ | ------ |
|                          | Philippe Dronsart *   | DVG            | 1 132        | 49,88        | 1 277       | 54,08       | 23     | 2      |
|                          | Jean-Philippe Delbart | DVD            | 882          | 38,87        | 1 084       | 45,91       | 6      | 1      |
|                          | Bruno Montmory        | LO             | 162          | 7,13         |             |             |        |        |
|                          | Claude Lejeune        | PCF            | 93           | 4,09         |             |             |        |        |
|                          |                       |                |              |              |             |             |        |        |
| Inscrits                 | Inscrits              | Inscrits       | 3 709        | 100,00       | 3 709       | 100,00      |        |        |
| Abstentions              | Abstentions           | Abstentions    | 1 369        | 36,91        | 1 291       | 34,81       |        |        |
| Votants                  | Votants               | Votants        | 2 340        | 63,09        | 2 418       | 65,19       |        |        |
| Blancs et nuls           | Blancs et nuls        | Blancs et nuls | 71           | 3,03         | 57          | 2,36        |        |        |
| Exprimés                 | Exprimés              | Exprimés       | 2 269        | 96,97        | 2 361       | 97,64       |        |        |
| * Liste du maire sortant |                       |                |              |              |             |             |        |        |

### Flers-en-Escrebieux
- Maire sortant : Jean-Jacques Peyraud (UMP)
- 29 sièges à pourvoir au conseil municipal (population légale 2011 : 5 697 habitants)
- 2 sièges à pourvoir au conseil communautaire (CA Douaisis Agglo)

|                          | Jean-Jacques Peyraud * | DVD            | 2 107 | 100,00 | 29 | 2 |  |  |
|                          |                        |                |       |        |    |   |  |  |
| Inscrits                 | Inscrits               | Inscrits       | 3 702 | 100,00 |    |   |  |  |
| Abstentions              | Abstentions            | Abstentions    | 1 357 | 36,66  |    |   |  |  |
| Votants                  | Votants                | Votants        | 2 345 | 63,34  |    |   |  |  |
| Blancs et nuls           | Blancs et nuls         | Blancs et nuls | 238   | 10,15  |    |   |  |  |
| Exprimés                 | Exprimés               | Exprimés       | 2 107 | 89,85  |    |   |  |  |
| * Liste du maire sortant |                        |                |       |        |    |   |  |  |

### Flines-lez-Raches
- Maire sortant : Annie Goupil-Deregnaucourt (PCF)
- 29 sièges à pourvoir au conseil municipal (population légale 2011 : 5 469 habitants)
- 2 sièges à pourvoir au conseil communautaire (CA Douaisis Agglo)

|                          | Annie Goupil-Deregnaucourt * | FG             | 1 760 | 61,62  | 24 | 2 |  |  |
|                          | Jean-Michel Zabinski         | DVD            | 904   | 31,65  | 4  |   |  |  |
|                          | Yves Lepez                   | PS             | 192   | 6,72   | 1  |   |  |  |
|                          |                              |                |       |        |    |   |  |  |
| Inscrits                 | Inscrits                     | Inscrits       | 4 270 | 100,00 |    |   |  |  |
| Abstentions              | Abstentions                  | Abstentions    | 1 305 | 30,56  |    |   |  |  |
| Votants                  | Votants                      | Votants        | 2 965 | 69,44  |    |   |  |  |
| Blancs et nuls           | Blancs et nuls               | Blancs et nuls | 109   | 3,68   |    |   |  |  |
| Exprimés                 | Exprimés                     | Exprimés       | 2 856 | 96,32  |    |   |  |  |
| * Liste du maire sortant |                              |                |       |        |    |   |  |  |

### Fourmies
- Maire sortant : Alain Berteaux (PCF)
- 33 sièges à pourvoir au conseil municipal (population légale 2011 : 12 608 habitants)
- 19 sièges à pourvoir au conseil communautaire (CC du Sud Avesnois)

| Tête de liste            | Tête de liste         | Liste          | Premier tour | Premier tour | Second tour | Second tour | Sièges | Sièges |
| Tête de liste            | Tête de liste         | Liste          | Voix         | %            | Voix        | %           | CM     | CC     |
| ------------------------ | --------------------- | -------------- | ------------ | ------------ | ----------- | ----------- | ------ | ------ |
|                          | Alain Berteaux *      | DVG            | 1 827        | 36,75        | 2 180       | 40,25       | 6      | 4      |
|                          | Mickaël Hiraux        | UMP            | 1 655        | 33,29        | 2 299       | 42,45       | 24     | 14     |
|                          | Jean-Paul Lajeunesse  | SE             | 1 219        | 24,52        | 937         | 17,30       | 3      | 1      |
|                          | Marie-Claude Rondeaux | LO             | 270          | 5,43         |             |             |        |        |
|                          |                       |                |              |              |             |             |        |        |
| Inscrits                 | Inscrits              | Inscrits       | 8 995        | 100,00       | 8 995       | 100,00      |        |        |
| Abstentions              | Abstentions           | Abstentions    | 3 814        | 42,40        | 3 417       | 37,99       |        |        |
| Votants                  | Votants               | Votants        | 5 181        | 57,60        | 5 578       | 62,01       |        |        |
| Blancs et nuls           | Blancs et nuls        | Blancs et nuls | 210          | 4,05         | 162         | 2,90        |        |        |
| Exprimés                 | Exprimés              | Exprimés       | 4 971        | 95,95        | 5 416       | 97,10       |        |        |
| * Liste du maire sortant |                       |                |              |              |             |             |        |        |

### Fresnes-sur-Escaut
- Maire sortant : Valérie Fornies (EELV)
- 29 sièges à pourvoir au conseil municipal (population légale 2011 : 7 687 habitants)
- 3 sièges à pourvoir au conseil communautaire (CA Valenciennes Métropole)

|                          | Valérie Fornies * | DVG            | 1 408 | 50,05  | 22 | 2 |  |  |
|                          | Fabrice Zaremba   | SE             | 833   | 29,61  | 4  | 1 |  |  |
|                          | Sylvain Papin     | UMP            | 572   | 20,33  | 3  |   |  |  |
|                          |                   |                |       |        |    |   |  |  |
| Inscrits                 | Inscrits          | Inscrits       | 5 225 | 100,00 |    |   |  |  |
| Abstentions              | Abstentions       | Abstentions    | 2 254 | 43,14  |    |   |  |  |
| Votants                  | Votants           | Votants        | 2 971 | 56,86  |    |   |  |  |
| Blancs et nuls           | Blancs et nuls    | Blancs et nuls | 158   | 5,32   |    |   |  |  |
| Exprimés                 | Exprimés          | Exprimés       | 2 813 | 94,68  |    |   |  |  |
| * Liste du maire sortant |                   |                |       |        |    |   |  |  |

### Grand-Fort-Philippe
- Maire sortant : Joël Demazières (DVG)
- 29 sièges à pourvoir au conseil municipal (population légale 2011 : 5 377 habitants)
- 2 sièges à pourvoir au conseil communautaire (CU de Dunkerque)

| Tête de liste            | Tête de liste       | Liste          | Premier tour | Premier tour | Second tour | Second tour | Sièges | Sièges |
| Tête de liste            | Tête de liste       | Liste          | Voix         | %            | Voix        | %           | CM     | CC     |
| ------------------------ | ------------------- | -------------- | ------------ | ------------ | ----------- | ----------- | ------ | ------ |
|                          | Joël Demazières *   | DVG            | 1 134        | 37,93        | 1 287       | 40,37       | 6      |        |
|                          | Sony Clinquart      | DVG            | 1 097        | 36,69        | 1 318       | 41,34       | 21     | 2      |
|                          | Jean-François Vitse | DVG            | 759          | 25,38        | 583         | 18,29       | 2      |        |
|                          |                     |                |              |              |             |             |        |        |
| Inscrits                 | Inscrits            | Inscrits       | 4 163        | 100,00       | 4 163       | 100,00      |        |        |
| Abstentions              | Abstentions         | Abstentions    | 1 062        | 25,51        | 922         | 22,15       |        |        |
| Votants                  | Votants             | Votants        | 3 101        | 74,49        | 3 241       | 77,85       |        |        |
| Blancs et nuls           | Blancs et nuls      | Blancs et nuls | 111          | 3,58         | 53          | 1,64        |        |        |
| Exprimés                 | Exprimés            | Exprimés       | 2 990        | 96,42        | 3 188       | 98,36       |        |        |
| * Liste du maire sortant |                     |                |              |              |             |             |        |        |

### Grande-Synthe
- Maire sortant : Damien Carême (PS)
- 35 sièges à pourvoir au conseil municipal (population légale 2011 : 20 933 habitants)
- 8 sièges à pourvoir au conseil communautaire (CU de Dunkerque)

|                          | Damien Carême * | PS-PCF-EELV    | 4 697  | 53,56  | 28 | 7 |  |  |
|                          | Thomas Fraga    | FN             | 1 322  | 15,07  | 3  | 1 |  |  |
|                          | Sélima Chabab   | DVG            | 1 222  | 13,93  | 2  |   |  |  |
|                          | Fethi Riah      | SE             | 751    | 8,56   | 1  |   |  |  |
|                          | Claire Delbeke  | DVG            | 529    | 6,03   | 1  |   |  |  |
|                          | Alain Testa     | DVG            | 249    | 2,84   |    |   |  |  |
|                          |                 |                |        |        |    |   |  |  |
| Inscrits                 | Inscrits        | Inscrits       | 14 733 | 100,00 |    |   |  |  |
| Abstentions              | Abstentions     | Abstentions    | 5 661  | 38,42  |    |   |  |  |
| Votants                  | Votants         | Votants        | 9 072  | 61,58  |    |   |  |  |
| Blancs et nuls           | Blancs et nuls  | Blancs et nuls | 302    | 3,33   |    |   |  |  |
| Exprimés                 | Exprimés        | Exprimés       | 8 770  | 96,67  |    |   |  |  |
| * Liste du maire sortant |                 |                |        |        |    |   |  |  |

### Gravelines
- Maire sortant : Bertrand Ringot (PS)
- 33 sièges à pourvoir au conseil municipal (population légale 2011 : 11 470 habitants)
- 4 sièges à pourvoir au conseil communautaire (CU de Dunkerque)

|                          | Bertrand Ringot *     | PS-PCF-EELV    | 4 006 | 64,35  | 28 | 4 |  |  |
|                          | Maria Alvarez         | DVG            | 1 205 | 19,36  | 3  |   |  |  |
|                          | Carole Van Hullebusch | FN             | 1 014 | 16,29  | 2  |   |  |  |
|                          |                       |                |       |        |    |   |  |  |
| Inscrits                 | Inscrits              | Inscrits       | 9 355 | 100,00 |    |   |  |  |
| Abstentions              | Abstentions           | Abstentions    | 2 903 | 31,03  |    |   |  |  |
| Votants                  | Votants               | Votants        | 6 452 | 68,97  |    |   |  |  |
| Blancs et nuls           | Blancs et nuls        | Blancs et nuls | 227   | 3,52   |    |   |  |  |
| Exprimés                 | Exprimés              | Exprimés       | 6 225 | 96,48  |    |   |  |  |
| * Liste du maire sortant |                       |                |       |        |    |   |  |  |

### Halluin
- Maire sortant : Jean-Luc Deroo (PS)
- 35 sièges à pourvoir au conseil municipal (population légale 2011 : 20 620 habitants)
- 2 sièges à pourvoir au conseil communautaire (Métropole européenne de Lille)

| Tête de liste  | Tête de liste               | Liste          | Premier tour | Premier tour | Second tour | Second tour | Sièges | Sièges |
| Tête de liste  | Tête de liste               | Liste          | Voix         | %            | Voix        | %           | CM     | CC     |
| -------------- | --------------------------- | -------------- | ------------ | ------------ | ----------- | ----------- | ------ | ------ |
|                | Gustave Dassonville         | UMP-UDI        | 3 421        | 40,03        | 4 627       | 50,36       | 27     | 2      |
|                | Laurent Caure               | PS-PCF-EELV    | 2 887        | 33,78        | 3 294       | 35,85       | 6      |        |
|                | Jean-Christophe Destailleur | DVD            | 1 879        | 21,99        | 1 266       | 13,78       | 2      |        |
|                | Alain Lambré                | DVG            | 358          | 4,19         |             |             |        |        |
|                |                             |                |              |              |             |             |        |        |
| Inscrits       | Inscrits                    | Inscrits       | 14 842       | 100,00       | 14 844      | 100,00      |        |        |
| Abstentions    | Abstentions                 | Abstentions    | 6 042        | 40,71        | 5 474       | 36,88       |        |        |
| Votants        | Votants                     | Votants        | 8 800        | 59,29        | 9 370       | 63,12       |        |        |
| Blancs et nuls | Blancs et nuls              | Blancs et nuls | 255          | 2,90         | 183         | 1,95        |        |        |
| Exprimés       | Exprimés                    | Exprimés       | 8 545        | 97,10        | 9 187       | 98,05       |        |        |

### Haubourdin
- Maire sortant : Bernard Delaby (DVD)
- 33 sièges à pourvoir au conseil municipal (population légale 2011 : 14 367 habitants)
- 2 sièges à pourvoir au conseil communautaire (Métropole européenne de Lille)

|                          | Bernard Delaby * | DVD            | 3 457 | 70,19  | 29 | 2 |  |  |
|                          | Anthony Obin     | PS             | 955   | 19,39  | 3  |   |  |  |
|                          | Enide Antoine    | FG             | 513   | 10,42  | 1  |   |  |  |
|                          |                  |                |       |        |    |   |  |  |
| Inscrits                 | Inscrits         | Inscrits       | 9 697 | 100,00 |    |   |  |  |
| Abstentions              | Abstentions      | Abstentions    | 4 497 | 46,38  |    |   |  |  |
| Votants                  | Votants          | Votants        | 5 200 | 53,62  |    |   |  |  |
| Blancs et nuls           | Blancs et nuls   | Blancs et nuls | 275   | 5,29   |    |   |  |  |
| Exprimés                 | Exprimés         | Exprimés       | 4 925 | 94,71  |    |   |  |  |
| * Liste du maire sortant |                  |                |       |        |    |   |  |  |

### Hautmont
- Maire sortant : Joël Wilmotte (UMP)
- 33 sièges à pourvoir au conseil municipal (population légale 2011 : 14 115 habitants)
- 8 sièges à pourvoir au conseil communautaire (CA Maubeuge Val de Sambre)

|                          | Joël Wilmotte *             | UMP            | 3 377 | 67,02  | 29 | 8 |  |  |
|                          | Frédéric Divina             | DVG            | 557   | 11,05  | 1  |   |  |  |
|                          | Ghislaine Bruyere-bourgeois | PCF            | 456   | 9,05   | 1  |   |  |  |
|                          | Jean-Michel Moulun          | FN             | 354   | 7,02   | 1  |   |  |  |
|                          | Willy Bell                  | DVD            | 295   | 5,85   | 1  |   |  |  |
|                          |                             |                |       |        |    |   |  |  |
| Inscrits                 | Inscrits                    | Inscrits       | 9 718 | 100,00 |    |   |  |  |
| Abstentions              | Abstentions                 | Abstentions    | 4 586 | 47,19  |    |   |  |  |
| Votants                  | Votants                     | Votants        | 5 132 | 52,81  |    |   |  |  |
| Blancs et nuls           | Blancs et nuls              | Blancs et nuls | 93    | 1,81   |    |   |  |  |
| Exprimés                 | Exprimés                    | Exprimés       | 5 039 | 98,19  |    |   |  |  |
| * Liste du maire sortant |                             |                |       |        |    |   |  |  |

### Hazebrouck
- Maire sortant : Jean-Pierre Allossery (PS)
- 35 sièges à pourvoir au conseil municipal (population légale 2011 : 21 741 habitants)
- 18 sièges à pourvoir au conseil communautaire (CA Cœur de Flandre)

| Tête de liste  | Tête de liste     | Liste          | Premier tour | Premier tour | Second tour | Second tour | Sièges | Sièges |
| Tête de liste  | Tête de liste     | Liste          | Voix         | %            | Voix        | %           | CM     | CC     |
| -------------- | ----------------- | -------------- | ------------ | ------------ | ----------- | ----------- | ------ | ------ |
|                | Didier Tiberghien | DVG            | 3 749        | 36,80        | 4 311       | 41,73       | 7      | 4      |
|                | Bernard Debaecker | DVD            | 2 678        | 26,28        | 4 587       | 44,40       | 26     | 13     |
|                | Bernard Matrat    | DVD            | 2 138        | 20,98        |             |             |        |        |
|                | Jessy Herlen      | FN             | 1 623        | 15,93        | 1 432       | 13,86       | 2      | 1      |
|                |                   |                |              |              |             |             |        |        |
| Inscrits       | Inscrits          | Inscrits       | 16 655       | 100,00       | 16 655      | 100,00      |        |        |
| Abstentions    | Abstentions       | Abstentions    | 6 119        | 36,74        | 5 994       | 35,99       |        |        |
| Votants        | Votants           | Votants        | 10 536       | 63,26        | 10 661      | 64,01       |        |        |
| Blancs et nuls | Blancs et nuls    | Blancs et nuls | 348          | 3,30         | 331         | 3,10        |        |        |
| Exprimés       | Exprimés          | Exprimés       | 10 188       | 96,70        | 10 330      | 96,90       |        |        |

### Hem
- Maire sortant : Francis Vercamer (UDI)
- 33 sièges à pourvoir au conseil municipal (population légale 2011 : 17 988 habitants)
- 2 sièges à pourvoir au conseil communautaire (Métropole européenne de Lille)

|                          | Francis Vercamer * | UMP-UDI        | 6 025  | 81,86  | 31 | 2 |  |  |
|                          | Moussa Bachiri     | PS             | 693    | 9,41   | 1  |   |  |  |
|                          | Alain Vantroys     | EELV           | 642    | 8,72   | 1  |   |  |  |
|                          |                    |                |        |        |    |   |  |  |
| Inscrits                 | Inscrits           | Inscrits       | 13 742 | 100,00 |    |   |  |  |
| Abstentions              | Abstentions        | Abstentions    | 6 122  | 44,55  |    |   |  |  |
| Votants                  | Votants            | Votants        | 7 620  | 55,45  |    |   |  |  |
| Blancs et nuls           | Blancs et nuls     | Blancs et nuls | 260    | 3,41   |    |   |  |  |
| Exprimés                 | Exprimés           | Exprimés       | 7 360  | 96,59  |    |   |  |  |
| * Liste du maire sortant |                    |                |        |        |    |   |  |  |

### Houplines
- Maire sortant : Jean-François Legrand (DVD)
- 29 sièges à pourvoir au conseil municipal (population légale 2011 : 7 712 habitants)
- 1 sièges à pourvoir au conseil communautaire (Métropole européenne de Lille)

|                          | Jean-François Legrand * | DVD            | 2 159 | 58,88  | 23 | 1 |  |  |
|                          | Thierry Fontaine        | PS-PCF-EELV    | 1 508 | 41,12  | 6  |   |  |  |
|                          |                         |                |       |        |    |   |  |  |
| Inscrits                 | Inscrits                | Inscrits       | 5 770 | 100,00 |    |   |  |  |
| Abstentions              | Abstentions             | Abstentions    | 1 962 | 34,00  |    |   |  |  |
| Votants                  | Votants                 | Votants        | 3 808 | 66,00  |    |   |  |  |
| Blancs et nuls           | Blancs et nuls          | Blancs et nuls | 141   | 3,70   |    |   |  |  |
| Exprimés                 | Exprimés                | Exprimés       | 3 667 | 96,30  |    |   |  |  |
| * Liste du maire sortant |                         |                |       |        |    |   |  |  |

### Jeumont
- Maire sortant : Benjamin Saint-Huile (PS)
- 29 sièges à pourvoir au conseil municipal (population légale 2011 : 9 703 habitants)
- 6 sièges à pourvoir au conseil communautaire (CA Maubeuge Val de Sambre)

|                          | Benjamin Saint-Huile * | PS             | 2 035 | 50,23  | 22 | 5 |  |  |
|                          | Arnaud Beauquel        | FG             | 1 051 | 25,94  | 4  | 1 |  |  |
|                          | Philippe Biais         | DVD            | 965   | 23,82  | 3  |   |  |  |
|                          |                        |                |       |        |    |   |  |  |
| Inscrits                 | Inscrits               | Inscrits       | 7 289 | 100,00 |    |   |  |  |
| Abstentions              | Abstentions            | Abstentions    | 3 120 | 42,80  |    |   |  |  |
| Votants                  | Votants                | Votants        | 4 169 | 57,20  |    |   |  |  |
| Blancs et nuls           | Blancs et nuls         | Blancs et nuls | 118   | 2,83   |    |   |  |  |
| Exprimés                 | Exprimés               | Exprimés       | 4 051 | 97,17  |    |   |  |  |
| * Liste du maire sortant |                        |                |       |        |    |   |  |  |

### La Bassée
- Maire sortant : Philippe Waymel (UMP)
- 29 sièges à pourvoir au conseil municipal (population légale 2011 : 6 304 habitants)
- 1 sièges à pourvoir au conseil communautaire (Métropole européenne de Lille)

|                          | Philippe Waymel *        | DVD            | 1 685 | 69,77  | 25 | 1 |  |  |
|                          | Catherine Desailly-gonez | DVG            | 730   | 30,23  | 4  |   |  |  |
|                          |                          |                |       |        |    |   |  |  |
| Inscrits                 | Inscrits                 | Inscrits       | 4 357 | 100,00 |    |   |  |  |
| Abstentions              | Abstentions              | Abstentions    | 1 805 | 41,43  |    |   |  |  |
| Votants                  | Votants                  | Votants        | 2 552 | 58,57  |    |   |  |  |
| Blancs et nuls           | Blancs et nuls           | Blancs et nuls | 137   | 5,37   |    |   |  |  |
| Exprimés                 | Exprimés                 | Exprimés       | 2 415 | 94,63  |    |   |  |  |
| * Liste du maire sortant |                          |                |       |        |    |   |  |  |

### La Chapelle-d'Armentières
- Maire sortant : Bernard Coisne (DVD)
- 29 sièges à pourvoir au conseil municipal (population légale 2011 : 8 389 habitants)
- 1 sièges à pourvoir au conseil communautaire (Métropole européenne de Lille)

|                          | Bernard Coisne *   | DVD            | 2 769 | 75,70  | 26 | 1 |  |  |
|                          | Christophe Deronne | PS             | 889   | 24,30  | 3  |   |  |  |
|                          |                    |                |       |        |    |   |  |  |
| Inscrits                 | Inscrits           | Inscrits       | 6 294 | 100,00 |    |   |  |  |
| Abstentions              | Abstentions        | Abstentions    | 2 487 | 39,51  |    |   |  |  |
| Votants                  | Votants            | Votants        | 3 807 | 60,49  |    |   |  |  |
| Blancs et nuls           | Blancs et nuls     | Blancs et nuls | 149   | 3,91   |    |   |  |  |
| Exprimés                 | Exprimés           | Exprimés       | 3 658 | 96,09  |    |   |  |  |
| * Liste du maire sortant |                    |                |       |        |    |   |  |  |

### La Gorgue
- Maire sortant : Philippe Mahieu (DVD)
- 29 sièges à pourvoir au conseil municipal (population légale 2011 : 5 944 habitants)
- 6 sièges à pourvoir au conseil communautaire (CC Flandre Lys)

|                          | Philippe Mahieu * | SE             | 2 017 | 100,00 | 29 | 6 |  |  |
|                          |                   |                |       |        |    |   |  |  |
| Inscrits                 | Inscrits          | Inscrits       | 4 095 | 100,00 |    |   |  |  |
| Abstentions              | Abstentions       | Abstentions    | 1 785 | 43,59  |    |   |  |  |
| Votants                  | Votants           | Votants        | 2 310 | 56,41  |    |   |  |  |
| Blancs et nuls           | Blancs et nuls    | Blancs et nuls | 293   | 12,68  |    |   |  |  |
| Exprimés                 | Exprimés          | Exprimés       | 2 017 | 87,32  |    |   |  |  |
| * Liste du maire sortant |                   |                |       |        |    |   |  |  |

### La Madeleine
- Maire sortant : Sébastien Leprêtre (UMP)
- 35 sièges à pourvoir au conseil municipal (population légale 2011 : 22 221 habitants)
- 3 sièges à pourvoir au conseil communautaire (Métropole européenne de Lille)

|                          | Sébastien Leprêtre * | UMP-UDI        | 5 325  | 68,42  | 30 | 3 |  |  |
|                          | Olivier Delaval      | PS-PCF-EELV    | 1 692  | 21,74  | 4  |   |  |  |
|                          | Laurence Brassart    | EELV           | 766    | 9,84   | 1  |   |  |  |
|                          |                      |                |        |        |    |   |  |  |
| Inscrits                 | Inscrits             | Inscrits       | 15 685 | 100,00 |    |   |  |  |
| Abstentions              | Abstentions          | Abstentions    | 7 656  | 48,81  |    |   |  |  |
| Votants                  | Votants              | Votants        | 8 029  | 51,19  |    |   |  |  |
| Blancs et nuls           | Blancs et nuls       | Blancs et nuls | 246    | 3,06   |    |   |  |  |
| Exprimés                 | Exprimés             | Exprimés       | 7 783  | 96,94  |    |   |  |  |
| * Liste du maire sortant |                      |                |        |        |    |   |  |  |

### Lallaing
- Maire sortant : Thierry Dancoine (PCF)
- 29 sièges à pourvoir au conseil municipal (population légale 2011 : 6 496 habitants)
- 2 sièges à pourvoir au conseil communautaire (CA Douaisis Agglo)

| Tête de liste            | Tête de liste      | Liste          | Premier tour | Premier tour | Second tour | Second tour | Sièges | Sièges |
| Tête de liste            | Tête de liste      | Liste          | Voix         | %            | Voix        | %           | CM     | CC     |
| ------------------------ | ------------------ | -------------- | ------------ | ------------ | ----------- | ----------- | ------ | ------ |
|                          | Francis Dureux     | DVD            | 1 065        | 36,30        | 1 146       | 37,57       | 21     | 2      |
|                          | Thierry Dancoine * | PCF-PS-EELV    | 890          | 30,33        | 1 135       | 37,21       | 5      |        |
|                          | Bruno Robin        | DVG            | 644          | 21,95        | 546         | 17,90       | 2      |        |
|                          | Christian Grzemski | DVD            | 335          | 11,42        | 223         | 7,31        | 1      |        |
|                          |                    |                |              |              |             |             |        |        |
| Inscrits                 | Inscrits           | Inscrits       | 4 368        | 100,00       | 4 369       | 100,00      |        |        |
| Abstentions              | Abstentions        | Abstentions    | 1 340        | 30,68        | 1 252       | 28,66       |        |        |
| Votants                  | Votants            | Votants        | 3 028        | 69,32        | 3 117       | 71,34       |        |        |
| Blancs et nuls           | Blancs et nuls     | Blancs et nuls | 94           | 3,10         | 67          | 2,15        |        |        |
| Exprimés                 | Exprimés           | Exprimés       | 2 934        | 96,90        | 3 050       | 97,85       |        |        |
| * Liste du maire sortant |                    |                |              |              |             |             |        |        |

### Lambersart
- Maire sortant : Marc-Philippe Daubresse (UMP)
- 35 sièges à pourvoir au conseil municipal (population légale 2011 : 28 581 habitants)
- 4 sièges à pourvoir au conseil communautaire (Métropole européenne de Lille)

| Tête de liste            | Tête de liste             | Liste          | Premier tour | Premier tour | Second tour | Second tour | Sièges | Sièges |
| Tête de liste            | Tête de liste             | Liste          | Voix         | %            | Voix        | %           | CM     | CC     |
| ------------------------ | ------------------------- | -------------- | ------------ | ------------ | ----------- | ----------- | ------ | ------ |
|                          | Marc-Philippe Daubresse * | UMP-UDI        | 4 682        | 38,78        | 5 610       | 51,70       | 27     | 3      |
|                          | Yvon Cousin               | DVD            | 2 616        | 21,67        | 5 240       | 48,29       | 8      | 1      |
|                          | Nicolas Bouche            | DVD            | 2 530        | 20,95        |             |             |        |        |
|                          | Jérôme Roussel            | PS             | 1 004        | 8,31         |             |             |        |        |
|                          | Pierre-Yves Pira          | FG             | 774          | 6,41         |             |             |        |        |
|                          | Daniel Pouppeville        | DVD            | 468          | 3,88         |             |             |        |        |
|                          |                           |                |              |              |             |             |        |        |
| Inscrits                 | Inscrits                  | Inscrits       | 20 874       | 100,00       | 20 874      | 100,00      |        |        |
| Abstentions              | Abstentions               | Abstentions    | 8 493        | 40,69        | 9 137       | 43,77       |        |        |
| Votants                  | Votants                   | Votants        | 12 381       | 59,31        | 11 737      | 56,23       |        |        |
| Blancs et nuls           | Blancs et nuls            | Blancs et nuls | 307          | 2,48         | 887         | 7,56        |        |        |
| Exprimés                 | Exprimés                  | Exprimés       | 12 074       | 97,52        | 10 850      | 92,44       |        |        |
| * Liste du maire sortant |                           |                |              |              |             |             |        |        |

### Lambres-lez-Douai
- Maire sortant : Martial Vandewoestyne (DVD)
- 29 sièges à pourvoir au conseil municipal (population légale 2011 : 5 065 habitants)
- 2 sièges à pourvoir au conseil communautaire (CA Douaisis Agglo)

|                          | Martial Vandewoestyne * | DVD            | 2 070 | 100,00 | 29 | 2 |  |  |
|                          |                         |                |       |        |    |   |  |  |
| Inscrits                 | Inscrits                | Inscrits       | 3 835 | 100,00 |    |   |  |  |
| Abstentions              | Abstentions             | Abstentions    | 1 561 | 40,70  |    |   |  |  |
| Votants                  | Votants                 | Votants        | 2 274 | 59,30  |    |   |  |  |
| Blancs et nuls           | Blancs et nuls          | Blancs et nuls | 204   | 8,97   |    |   |  |  |
| Exprimés                 | Exprimés                | Exprimés       | 2 070 | 91,03  |    |   |  |  |
| * Liste du maire sortant |                         |                |       |        |    |   |  |  |

### Le Cateau-Cambrésis
- Maire sortant : Serge Siméon (DVD)
- 29 sièges à pourvoir au conseil municipal (population légale 2011 : 7 049 habitants)
- 8 sièges à pourvoir au conseil communautaire (CA du Caudrésis - Catésis)

|                          | Serge Siméon *    | DVD            | 1 709 | 59,46  | 24 | 7 |  |  |
|                          | Laurent Coulon    | PS             | 941   | 32,74  | 4  | 1 |  |  |
|                          | Jean-Paul Burlion | DVG            | 224   | 7,79   | 1  |   |  |  |
|                          |                   |                |       |        |    |   |  |  |
| Inscrits                 | Inscrits          | Inscrits       | 4 396 | 100,00 |    |   |  |  |
| Abstentions              | Abstentions       | Abstentions    | 1 408 | 32,03  |    |   |  |  |
| Votants                  | Votants           | Votants        | 2 988 | 67,97  |    |   |  |  |
| Blancs et nuls           | Blancs et nuls    | Blancs et nuls | 114   | 3,82   |    |   |  |  |
| Exprimés                 | Exprimés          | Exprimés       | 2 874 | 96,18  |    |   |  |  |
| * Liste du maire sortant |                   |                |       |        |    |   |  |  |

### Le Quesnoy
- Maire sortant : Paul Raoult (PS)
- 29 sièges à pourvoir au conseil municipal (population légale 2011 : 5 006 habitants)
- 6 sièges à pourvoir au conseil communautaire (CC du Pays de Mormal)

|                          | Marie-Sophie Lesne | DVD            | 1 235 | 50,76  | 22 | 5 |  |  |
|                          | Paul Raoult *      | PS-PCF-EELV    | 951   | 39,08  | 6  | 1 |  |  |
|                          | Élisabeth Gruson   | DVG            | 247   | 10,15  | 1  |   |  |  |
|                          |                    |                |       |        |    |   |  |  |
| Inscrits                 | Inscrits           | Inscrits       | 3 642 | 100,00 |    |   |  |  |
| Abstentions              | Abstentions        | Abstentions    | 1 147 | 31,49  |    |   |  |  |
| Votants                  | Votants            | Votants        | 2 495 | 68,51  |    |   |  |  |
| Blancs et nuls           | Blancs et nuls     | Blancs et nuls | 62    | 2,48   |    |   |  |  |
| Exprimés                 | Exprimés           | Exprimés       | 2 433 | 97,52  |    |   |  |  |
| * Liste du maire sortant |                    |                |       |        |    |   |  |  |

### Leers
- Maire sortant : Jean-Claude Vanbelle (DVD)
- 29 sièges à pourvoir au conseil municipal (population légale 2011 : 9 343 habitants)
- 1 sièges à pourvoir au conseil communautaire (Métropole européenne de Lille)

|                          | Jean-Claude Vanbelle * | DVD            | 2 382 | 50,07  | 23 | 1 |  |  |
|                          | Lucien Nys             | DVD            | 870   | 18,28  | 3  |   |  |  |
|                          | André Nowak            | MoDem          | 520   | 10,93  | 1  |   |  |  |
|                          | Catherine Boone        | DVG            | 506   | 10,63  | 1  |   |  |  |
|                          | Mathieu Johnston       | PS             | 479   | 10,06  | 1  |   |  |  |
|                          |                        |                |       |        |    |   |  |  |
| Inscrits                 | Inscrits               | Inscrits       | 8 371 | 100,00 |    |   |  |  |
| Abstentions              | Abstentions            | Abstentions    | 3 445 | 41,15  |    |   |  |  |
| Votants                  | Votants                | Votants        | 4 926 | 58,85  |    |   |  |  |
| Blancs et nuls           | Blancs et nuls         | Blancs et nuls | 169   | 3,43   |    |   |  |  |
| Exprimés                 | Exprimés               | Exprimés       | 4 757 | 96,57  |    |   |  |  |
| * Liste du maire sortant |                        |                |       |        |    |   |  |  |

### Lesquin
- Maire sortant : Dany Wattebled (UDI)
- 29 sièges à pourvoir au conseil municipal (population légale 2011 : 6 383 habitants)
- 1 sièges à pourvoir au conseil communautaire (Métropole européenne de Lille)

|                          | Dany Wattebled * | DVD            | 2 696 | 82,57  | 27 | 1 |  |  |
|                          | Corinne Oberlé   | DVG            | 569   | 17,42  | 2  |   |  |  |
|                          |                  |                |       |        |    |   |  |  |
| Inscrits                 | Inscrits         | Inscrits       | 4 818 | 100,00 |    |   |  |  |
| Abstentions              | Abstentions      | Abstentions    | 1 403 | 29,12  |    |   |  |  |
| Votants                  | Votants          | Votants        | 3 415 | 70,88  |    |   |  |  |
| Blancs et nuls           | Blancs et nuls   | Blancs et nuls | 150   | 4,39   |    |   |  |  |
| Exprimés                 | Exprimés         | Exprimés       | 3 265 | 95,61  |    |   |  |  |
| * Liste du maire sortant |                  |                |       |        |    |   |  |  |

### Lille
- Maire sortant : Martine Aubry (PS)
- 61 sièges à pourvoir au conseil municipal (population légale 2011 : 227 533 habitants)
- 33 sièges à pourvoir au conseil communautaire (Métropole européenne de Lille)

| Tête de liste            | Tête de liste          | Liste          | Premier tour | Premier tour | Second tour | Second tour | Sièges | Sièges |
| Tête de liste            | Tête de liste          | Liste          | Voix         | %            | Voix        | %           | CM     | CC     |
| ------------------------ | ---------------------- | -------------- | ------------ | ------------ | ----------- | ----------- | ------ | ------ |
|                          | Martine Aubry *        | PS-PRG-MRC     | 19 422       | 34,86        | 29 125      | 52,06       | 47     | 25     |
|                          | Jean-René Lecerf       | UMP-UDI-MoDem  | 12 667       | 22,73        | 16 626      | 29,72       | 9      | 5      |
|                          | Éric Dillies           | FN             | 9 557        | 17,15        | 10 198      | 18,23       | 5      | 3      |
|                          | Lise Daleux            | EELV           | 6 176        | 11,08        |             |             |        |        |
|                          | Hugo Vandamme          | FG             | 3 437        | 6,17         |             |             |        |        |
|                          | Alessandro Di Giuseppe | ETSC           | 1 978        | 3,55         |             |             |        |        |
|                          | Jacques Mutez          | DVG            | 1 047        | 1,88         |             |             |        |        |
|                          | Nicole Baudrin         | LO             | 821          | 1,47         |             |             |        |        |
|                          | Jan Pauwels            | NPA            | 611          | 1,10         |             |             |        |        |
|                          |                        |                |              |              |             |             |        |        |
| Inscrits                 | Inscrits               | Inscrits       | 120 970      | 100,00       | 120 977     | 100,00      |        |        |
| Abstentions              | Abstentions            | Abstentions    | 63 576       | 52,56        | 62 133      | 51,36       |        |        |
| Votants                  | Votants                | Votants        | 57 394       | 47,44        | 58 844      | 48,64       |        |        |
| Blancs et nuls           | Blancs et nuls         | Blancs et nuls | 1 678        | 2,92         | 2 895       | 4,92        |        |        |
| Exprimés                 | Exprimés               | Exprimés       | 55 716       | 97,08        | 55 949      | 95,08       |        |        |
| * Liste du maire sortant |                        |                |              |              |             |             |        |        |

### Linselles
- Maire sortant : Jacques Remory (DVD)
- 29 sièges à pourvoir au conseil municipal (population légale 2011 : 8 181 habitants)
- 1 sièges à pourvoir au conseil communautaire (Métropole européenne de Lille)

|                          | Jacques Remory *   | DVD            | 2 591 | 69,31  | 26 | 1 |  |  |
|                          | Olivier Lopacinski | DVG            | 581   | 15,54  | 2  |   |  |  |
|                          | Philippe Frénoi    | DVD            | 354   | 9,47   | 1  |   |  |  |
|                          | Michel Gonzalez    | DVD            | 212   | 5,67   |    |   |  |  |
|                          |                    |                |       |        |    |   |  |  |
| Inscrits                 | Inscrits           | Inscrits       | 6 416 | 100,00 |    |   |  |  |
| Abstentions              | Abstentions        | Abstentions    | 2 553 | 39,79  |    |   |  |  |
| Votants                  | Votants            | Votants        | 3 863 | 60,21  |    |   |  |  |
| Blancs et nuls           | Blancs et nuls     | Blancs et nuls | 125   | 3,24   |    |   |  |  |
| Exprimés                 | Exprimés           | Exprimés       | 3 738 | 96,76  |    |   |  |  |
| * Liste du maire sortant |                    |                |       |        |    |   |  |  |

### Loon-Plage
- Maire sortant : Éric Rommel (PRG)
- 29 sièges à pourvoir au conseil municipal (population légale 2011 : 6 297 habitants)
- 2 sièges à pourvoir au conseil communautaire (CU de Dunkerque)

|                          | Éric Rommel *   | DVG            | 2 864 | 81,36  | 27 | 2 |  |  |
|                          | Xavier Derhille | PS             | 656   | 18,63  | 2  |   |  |  |
|                          |                 |                |       |        |    |   |  |  |
| Inscrits                 | Inscrits        | Inscrits       | 4 703 | 100,00 |    |   |  |  |
| Abstentions              | Abstentions     | Abstentions    | 1 071 | 22,77  |    |   |  |  |
| Votants                  | Votants         | Votants        | 3 632 | 77,23  |    |   |  |  |
| Blancs et nuls           | Blancs et nuls  | Blancs et nuls | 112   | 3,08   |    |   |  |  |
| Exprimés                 | Exprimés        | Exprimés       | 3 520 | 96,92  |    |   |  |  |
| * Liste du maire sortant |                 |                |       |        |    |   |  |  |

### Loos
- Maire sortant : Daniel Rondelaere (PS)
- 35 sièges à pourvoir au conseil municipal (population légale 2011 : 20 819 habitants)
- 3 sièges à pourvoir au conseil communautaire (Métropole européenne de Lille)

| Tête de liste            | Tête de liste       | Liste          | Premier tour | Premier tour | Second tour | Second tour | Sièges | Sièges |
| Tête de liste            | Tête de liste       | Liste          | Voix         | %            | Voix        | %           | CM     | CC     |
| ------------------------ | ------------------- | -------------- | ------------ | ------------ | ----------- | ----------- | ------ | ------ |
|                          | Anne Voituriez      | DVD            | 2 668        | 39,94        | 3 635       | 49,78       | 27     | 2      |
|                          | Daniel Rondelaere * | PS-PCF-EELV    | 2 604        | 38,98        | 3 124       | 42,78       | 7      | 1      |
|                          | Jean Claude Puchaux | FN             | 895          | 13,40        | 543         | 7,43        | 1      |        |
|                          | Jean-Luc Munro      | EELV           | 512          | 7,66         |             |             |        |        |
|                          |                     |                |              |              |             |             |        |        |
| Inscrits                 | Inscrits            | Inscrits       | 12 707       | 100,00       | 12 707      | 100,00      |        |        |
| Abstentions              | Abstentions         | Abstentions    | 5 813        | 45,75        | 5 255       | 41,36       |        |        |
| Votants                  | Votants             | Votants        | 6 894        | 54,25        | 7 452       | 58,64       |        |        |
| Blancs et nuls           | Blancs et nuls      | Blancs et nuls | 215          | 3,12         | 150         | 2,01        |        |        |
| Exprimés                 | Exprimés            | Exprimés       | 6 679        | 96,88        | 7 302       | 97,99       |        |        |
| * Liste du maire sortant |                     |                |              |              |             |             |        |        |

### Louvroil
- Maire sortant : Annick Mattighello (PCF)
- 29 sièges à pourvoir au conseil municipal (population légale 2011 : 6 700 habitants)
- 3 sièges à pourvoir au conseil communautaire (CA Maubeuge Val de Sambre)

|                          | Annick Mattighello * | PS-PCF-EELV    | 1 298 | 57,86  | 23 | 3 |  |  |
|                          | Daniel Despeghel     | DVD            | 505   | 22,51  | 3  |   |  |  |
|                          | Richard Meunier      | DVD            | 440   | 19,61  | 3  |   |  |  |
|                          |                      |                |       |        |    |   |  |  |
| Inscrits                 | Inscrits             | Inscrits       | 4 145 | 100,00 |    |   |  |  |
| Abstentions              | Abstentions          | Abstentions    | 1 831 | 44,17  |    |   |  |  |
| Votants                  | Votants              | Votants        | 2 314 | 55,83  |    |   |  |  |
| Blancs et nuls           | Blancs et nuls       | Blancs et nuls | 71    | 3,07   |    |   |  |  |
| Exprimés                 | Exprimés             | Exprimés       | 2 243 | 96,93  |    |   |  |  |
| * Liste du maire sortant |                      |                |       |        |    |   |  |  |

### Lys-lez-Lannoy
- Maire sortant : Josiane Willoqueaux (PS)
- 33 sièges à pourvoir au conseil municipal (population légale 2011 : 13 378 habitants)
- 1 sièges à pourvoir au conseil communautaire (Métropole européenne de Lille)

| Tête de liste            | Tête de liste          | Liste          | Premier tour | Premier tour | Second tour | Second tour | Sièges | Sièges |
| Tête de liste            | Tête de liste          | Liste          | Voix         | %            | Voix        | %           | CM     | CC     |
| ------------------------ | ---------------------- | -------------- | ------------ | ------------ | ----------- | ----------- | ------ | ------ |
|                          | Josiane Willoqueaux *  | PS             | 2 561        | 49,60        | 2 385       | 45,85       | 7      |        |
|                          | Gaëtan Jeanne          | UMP-UDI        | 1 978        | 38,31        | 2 402       | 46,18       | 25     | 1      |
|                          | Stéphane Vanderschaeve | DVG            | 624          | 12,08        | 414         | 7,96        | 1      |        |
|                          |                        |                |              |              |             |             |        |        |
| Inscrits                 | Inscrits               | Inscrits       | 9 225        | 100,00       | 9 225       | 100,00      |        |        |
| Abstentions              | Abstentions            | Abstentions    | 3 773        | 40,90        | 3 810       | 41,30       |        |        |
| Votants                  | Votants                | Votants        | 5 452        | 59,10        | 5 415       | 58,70       |        |        |
| Blancs et nuls           | Blancs et nuls         | Blancs et nuls | 289          | 5,30         | 214         | 3,95        |        |        |
| Exprimés                 | Exprimés               | Exprimés       | 5 163        | 94,70        | 5 201       | 96,05       |        |        |
| * Liste du maire sortant |                        |                |              |              |             |             |        |        |

### Marcq-en-Barœul
- Maire sortant : Bernard Gérard (UMP)
- 39 sièges à pourvoir au conseil municipal (population légale 2011 : 39 591 habitants)
- 5 sièges à pourvoir au conseil communautaire (Métropole européenne de Lille)

|                          | Bernard Gérard *       | UMP-UDI        | 10 546 | 69,37  | 34 | 5 |  |  |
|                          | Philippe Harquet       | PS-PCF-EELV    | 1 848  | 12,15  | 2  |   |  |  |
|                          | Sylvie Goddyn          | FN             | 1 704  | 11,20  | 2  |   |  |  |
|                          | Martine Roussel Vanhee | PCF            | 1 103  | 7,25   | 1  |   |  |  |
|                          |                        |                |        |        |    |   |  |  |
| Inscrits                 | Inscrits               | Inscrits       | 28 970 | 100,00 |    |   |  |  |
| Abstentions              | Abstentions            | Abstentions    | 13 307 | 45,93  |    |   |  |  |
| Votants                  | Votants                | Votants        | 15 663 | 54,07  |    |   |  |  |
| Blancs et nuls           | Blancs et nuls         | Blancs et nuls | 462    | 2,95   |    |   |  |  |
| Exprimés                 | Exprimés               | Exprimés       | 15 201 | 97,05  |    |   |  |  |
| * Liste du maire sortant |                        |                |        |        |    |   |  |  |

### Marly
- Maire sortant : Fabien Thiémé (PCF)
- 33 sièges à pourvoir au conseil municipal (population légale 2011 : 11 646 habitants)
- 4 sièges à pourvoir au conseil communautaire (CA Valenciennes Métropole)

|                          | Fabien Thiémé *      | PCF            | 2 732 | 50,42  | 25 | 3 |  |  |
|                          | Jean-Noël Verfaillie | UMP-UDI        | 2 686 | 49,57  | 8  | 1 |  |  |
|                          |                      |                |       |        |    |   |  |  |
| Inscrits                 | Inscrits             | Inscrits       | 8 702 | 100,00 |    |   |  |  |
| Abstentions              | Abstentions          | Abstentions    | 3 067 | 35,24  |    |   |  |  |
| Votants                  | Votants              | Votants        | 5 635 | 64,76  |    |   |  |  |
| Blancs et nuls           | Blancs et nuls       | Blancs et nuls | 217   | 3,85   |    |   |  |  |
| Exprimés                 | Exprimés             | Exprimés       | 5 418 | 96,15  |    |   |  |  |
| * Liste du maire sortant |                      |                |       |        |    |   |  |  |

### Marquette-lez-Lille
- Maire sortant : Jean Delebarre (DVD)
- 33 sièges à pourvoir au conseil municipal (population légale 2011 : 10 029 habitants)
- 1 sièges à pourvoir au conseil communautaire (Métropole européenne de Lille)

|                          | Jean Delebarre *     | DVD            | 2 445 | 60,53  | 27 | 1 |  |  |
|                          | Cédric Vangoethen    | PS-PCF-EELV    | 1 182 | 29,26  | 5  |   |  |  |
|                          | Jean-Claude Mampassi | DVG            | 412   | 10,20  | 1  |   |  |  |
|                          |                      |                |       |        |    |   |  |  |
| Inscrits                 | Inscrits             | Inscrits       | 7 565 | 100,00 |    |   |  |  |
| Abstentions              | Abstentions          | Abstentions    | 3 359 | 44,40  |    |   |  |  |
| Votants                  | Votants              | Votants        | 4 206 | 55,60  |    |   |  |  |
| Blancs et nuls           | Blancs et nuls       | Blancs et nuls | 167   | 3,97   |    |   |  |  |
| Exprimés                 | Exprimés             | Exprimés       | 4 039 | 96,03  |    |   |  |  |
| * Liste du maire sortant |                      |                |       |        |    |   |  |  |

### Maubeuge
- Maire sortant : Rémi Pauvros (PS)
- 39 sièges à pourvoir au conseil municipal (population légale 2011 : 31 103 habitants)
- 19 sièges à pourvoir au conseil communautaire (CA Maubeuge Val de Sambre)

| Tête de liste            | Tête de liste           | Liste          | Premier tour | Premier tour | Second tour | Second tour | Sièges | Sièges |
| Tête de liste            | Tête de liste           | Liste          | Voix         | %            | Voix        | %           | CM     | CC     |
| ------------------------ | ----------------------- | -------------- | ------------ | ------------ | ----------- | ----------- | ------ | ------ |
|                          | Rémi Pauvros *          | PS-PCF-EELV    | 3 416        | 32,86        | 5 013       | 42,87       | 8      | 4      |
|                          | Arnaud Decagny          | UMP-UDI        | 3 288        | 31,63        | 5 295       | 45,28       | 29     | 14     |
|                          | Louis-Armand De Béjarry | FN             | 2 138        | 20,56        | 1 385       | 11,84       | 2      | 1      |
|                          | Jean-Pierre Rombeaut    | DVD            | 1 027        | 9,88         |             |             |        |        |
|                          | Laurent Lehrhaupt       | LO             | 285          | 2,74         |             |             |        |        |
|                          | Yahya Mezouar           | DVD            | 240          | 2,30         |             |             |        |        |
|                          |                         |                |              |              |             |             |        |        |
| Inscrits                 | Inscrits                | Inscrits       | 19 615       | 100,00       | 19 565      | 100,00      |        |        |
| Abstentions              | Abstentions             | Abstentions    | 8 909        | 45,42        | 7 566       | 38,67       |        |        |
| Votants                  | Votants                 | Votants        | 10 706       | 54,58        | 11 999      | 61,33       |        |        |
| Blancs et nuls           | Blancs et nuls          | Blancs et nuls | 312          | 2,91         | 306         | 2,55        |        |        |
| Exprimés                 | Exprimés                | Exprimés       | 10 394       | 97,09        | 11 693      | 97,45       |        |        |
| * Liste du maire sortant |                         |                |              |              |             |             |        |        |

### Merville
- Maire sortant : Jacques Parent (PS)
- 29 sièges à pourvoir au conseil municipal (population légale 2011 : 9 216 habitants)
- 10 sièges à pourvoir au conseil communautaire (CC Flandre Lys)

|                          | Joël Duyck       | DVD            | 2 808 | 57,57  | 23 | 8 |  |  |
|                          | Jacques Parent * | PS-PCF-EELV    | 2 069 | 42,42  | 6  | 2 |  |  |
|                          |                  |                |       |        |    |   |  |  |
| Inscrits                 | Inscrits         | Inscrits       | 7 370 | 100,00 |    |   |  |  |
| Abstentions              | Abstentions      | Abstentions    | 2 266 | 30,75  |    |   |  |  |
| Votants                  | Votants          | Votants        | 5 104 | 69,25  |    |   |  |  |
| Blancs et nuls           | Blancs et nuls   | Blancs et nuls | 227   | 4,45   |    |   |  |  |
| Exprimés                 | Exprimés         | Exprimés       | 4 877 | 95,55  |    |   |  |  |
| * Liste du maire sortant |                  |                |       |        |    |   |  |  |

### Mons-en-Barœul
- Maire sortant : Rudy Elegeest (DVG)
- 35 sièges à pourvoir au conseil municipal (population légale 2011 : 21 361 habitants)
- 3 sièges à pourvoir au conseil communautaire (Métropole européenne de Lille)

|                          | Rudy Elegeest * | PS-PCF-EELV    | 4 191  | 64,29  | 29 | 3 |  |  |
|                          | Marc Copin      | FN             | 1 186  | 18,19  | 3  |   |  |  |
|                          | Jérôme Garcia   | UMP-UDI        | 1 141  | 17,50  | 3  |   |  |  |
|                          |                 |                |        |        |    |   |  |  |
| Inscrits                 | Inscrits        | Inscrits       | 12 965 | 100,00 |    |   |  |  |
| Abstentions              | Abstentions     | Abstentions    | 6 188  | 47,73  |    |   |  |  |
| Votants                  | Votants         | Votants        | 6 777  | 52,27  |    |   |  |  |
| Blancs et nuls           | Blancs et nuls  | Blancs et nuls | 259    | 3,82   |    |   |  |  |
| Exprimés                 | Exprimés        | Exprimés       | 6 518  | 96,18  |    |   |  |  |
| * Liste du maire sortant |                 |                |        |        |    |   |  |  |

### Mouvaux
- Maire sortant : Éric Durand (UMP)
- 33 sièges à pourvoir au conseil municipal (population légale 2011 : 13 477 habitants)
- 2 sièges à pourvoir au conseil communautaire (Métropole européenne de Lille)

|                          | Éric Durand *  | UMP-UDI        | 3 822  | 65,36  | 28 | 2 |  |  |
|                          | Anne Collot    | DVD            | 1 571  | 26,86  | 4  |   |  |  |
|                          | Daniel Compere | PS-PCF-EELV    | 454    | 7,76   | 1  |   |  |  |
|                          |                |                |        |        |    |   |  |  |
| Inscrits                 | Inscrits       | Inscrits       | 10 516 | 100,00 |    |   |  |  |
| Abstentions              | Abstentions    | Abstentions    | 4 527  | 43,05  |    |   |  |  |
| Votants                  | Votants        | Votants        | 5 989  | 56,95  |    |   |  |  |
| Blancs et nuls           | Blancs et nuls | Blancs et nuls | 142    | 2,37   |    |   |  |  |
| Exprimés                 | Exprimés       | Exprimés       | 5 847  | 97,63  |    |   |  |  |
| * Liste du maire sortant |                |                |        |        |    |   |  |  |

### Neuville-en-Ferrain
- Maire sortant : Gérard Codron (DVD)
- 33 sièges à pourvoir au conseil municipal (population légale 2011 : 10 266 habitants)
- 1 sièges à pourvoir au conseil communautaire (Métropole européenne de Lille)

| Tête de liste  | Tête de liste  | Liste          | Premier tour | Premier tour | Second tour | Second tour | Sièges | Sièges |
| Tête de liste  | Tête de liste  | Liste          | Voix         | %            | Voix        | %           | CM     | CC     |
| -------------- | -------------- | -------------- | ------------ | ------------ | ----------- | ----------- | ------ | ------ |
|                | Marie Tonnerre | DVD            | 2 142        | 41,72        | 2 357       | 46,24       | 25     | 1      |
|                | Philippe Six   | DVD            | 1 147        | 22,34        | 1 144       | 22,44       | 3      |        |
|                | Virginie Rosez | FN             | 1 106        | 21,54        | 976         | 19,14       | 3      |        |
|                | Alain Laristan | PS-PCF-EELV    | 739          | 14,39        | 620         | 12,16       | 2      |        |
|                |                |                |              |              |             |             |        |        |
| Inscrits       | Inscrits       | Inscrits       | 8 409        | 100,00       | 8 410       | 100,00      |        |        |
| Abstentions    | Abstentions    | Abstentions    | 3 159        | 37,57        | 3 210       | 38,17       |        |        |
| Votants        | Votants        | Votants        | 5 250        | 62,43        | 5 200       | 61,83       |        |        |
| Blancs et nuls | Blancs et nuls | Blancs et nuls | 116          | 2,21         | 103         | 1,98        |        |        |
| Exprimés       | Exprimés       | Exprimés       | 5 134        | 97,79        | 5 097       | 98,02       |        |        |

### Nieppe
- Maire sortant : Michel Vandevoorde (PS)
- 29 sièges à pourvoir au conseil municipal (population légale 2011 : 7 500 habitants)
- 6 sièges à pourvoir au conseil communautaire (CA Cœur de Flandre)

| Tête de liste  | Tête de liste      | Liste          | Premier tour | Premier tour | Second tour | Second tour | Sièges | Sièges |
| Tête de liste  | Tête de liste      | Liste          | Voix         | %            | Voix        | %           | CM     | CC     |
| -------------- | ------------------ | -------------- | ------------ | ------------ | ----------- | ----------- | ------ | ------ |
|                | Roger Lemaire      | DVD            | 1 174        | 29,66        | 1 759       | 43,46       | 22     | 5      |
|                | David Decoopman    | SE             | 966          | 24,41        | 1 112       | 27,47       | 4      | 1      |
|                | Jean-Michel Balloy | SE             | 778          | 19,66        | 539         | 13,31       | 2      |        |
|                | Didier Lejeune     | FN             | 605          | 15,28        | 405         | 10,00       | 1      |        |
|                | Philippe Herbé     | DVD            | 434          | 10,96        | 232         | 5,73        |        |        |
|                |                    |                |              |              |             |             |        |        |
| Inscrits       | Inscrits           | Inscrits       | 6 329        | 100,00       | 6 329       | 100,00      |        |        |
| Abstentions    | Abstentions        | Abstentions    | 2 215        | 35,00        | 2 187       | 34,56       |        |        |
| Votants        | Votants            | Votants        | 4 114        | 65,00        | 4 142       | 65,44       |        |        |
| Blancs et nuls | Blancs et nuls     | Blancs et nuls | 157          | 3,82         | 95          | 2,29        |        |        |
| Exprimés       | Exprimés           | Exprimés       | 3 957        | 96,18        | 4 047       | 97,71       |        |        |

### Onnaing
- Maire sortant : Denise Cappelle (MoDem)
- 29 sièges à pourvoir au conseil municipal (population légale 2011 : 8 720 habitants)
- 3 sièges à pourvoir au conseil communautaire (CA Valenciennes Métropole)

| Tête de liste            | Tête de liste        | Liste          | Premier tour | Premier tour | Second tour | Second tour | Sièges | Sièges |
| Tête de liste            | Tête de liste        | Liste          | Voix         | %            | Voix        | %           | CM     | CC     |
| ------------------------ | -------------------- | -------------- | ------------ | ------------ | ----------- | ----------- | ------ | ------ |
|                          | Denise Cappelle *    | DVD            | 1 350        | 37,33        | 1 832       | 48,21       | 7      | 1      |
|                          | Michelle Greaume     | PCF            | 926          | 25,60        | 1 968       | 51,78       | 22     | 2      |
|                          | Vincent Handré       | DVG            | 606          | 16,75        | 1 968       | 51,78       | 22     | 2      |
|                          | Jean-Marie Cadot     | DVG            | 472          | 13,05        | 1 968       | 51,78       | 22     | 2      |
|                          | Jean-Charles Lambecq | PS             | 262          | 7,24         | 1 968       | 51,78       | 22     | 2      |
|                          |                      |                |              |              |             |             |        |        |
| Inscrits                 | Inscrits             | Inscrits       | 6 194        | 100,00       | 6 194       | 100,00      |        |        |
| Abstentions              | Abstentions          | Abstentions    | 2 451        | 39,57        | 2 283       | 36,86       |        |        |
| Votants                  | Votants              | Votants        | 3 743        | 60,43        | 3 911       | 63,14       |        |        |
| Blancs et nuls           | Blancs et nuls       | Blancs et nuls | 127          | 3,39         | 111         | 2,84        |        |        |
| Exprimés                 | Exprimés             | Exprimés       | 3 616        | 96,61        | 3 800       | 97,16       |        |        |
| * Liste du maire sortant |                      |                |              |              |             |             |        |        |

### Orchies
- Maire sortant : Dominique Bailly (PS)
- 29 sièges à pourvoir au conseil municipal (population légale 2011 : 8 184 habitants)
- 6 sièges à pourvoir au conseil communautaire (CC Pévèle Carembault)

|                          | Dominique Bailly * | PS             | 2 021 | 52,80  | 23 | 5 |  |  |
|                          | Benoit Brillon     | DVD            | 1 176 | 30,72  | 5  | 1 |  |  |
|                          | Nadine Savary      | PCF            | 453   | 11,83  | 1  |   |  |  |
|                          | Éric Pecqueur      | LO             | 177   | 4,62   |    |   |  |  |
|                          |                    |                |       |        |    |   |  |  |
| Inscrits                 | Inscrits           | Inscrits       | 6 327 | 100,00 |    |   |  |  |
| Abstentions              | Abstentions        | Abstentions    | 2 298 | 36,32  |    |   |  |  |
| Votants                  | Votants            | Votants        | 4 029 | 63,68  |    |   |  |  |
| Blancs et nuls           | Blancs et nuls     | Blancs et nuls | 202   | 5,01   |    |   |  |  |
| Exprimés                 | Exprimés           | Exprimés       | 3 827 | 94,99  |    |   |  |  |
| * Liste du maire sortant |                    |                |       |        |    |   |  |  |

### Ostricourt
- Maire sortant : Bruno Rusinek (PS)
- 29 sièges à pourvoir au conseil municipal (population légale 2011 : 5 244 habitants)
- 4 sièges à pourvoir au conseil communautaire (CC Pévèle Carembault)

|                          | Bruno Rusinek *  | PS             | 1 552 | 76,45  | 26 | 4 |  |  |
|                          | Jean-Marie Bonte | DVD            | 478   | 23,54  | 3  |   |  |  |
|                          |                  |                |       |        |    |   |  |  |
| Inscrits                 | Inscrits         | Inscrits       | 3 672 | 100,00 |    |   |  |  |
| Abstentions              | Abstentions      | Abstentions    | 1 561 | 42,51  |    |   |  |  |
| Votants                  | Votants          | Votants        | 2 111 | 57,49  |    |   |  |  |
| Blancs et nuls           | Blancs et nuls   | Blancs et nuls | 81    | 3,84   |    |   |  |  |
| Exprimés                 | Exprimés         | Exprimés       | 2 030 | 96,16  |    |   |  |  |
| * Liste du maire sortant |                  |                |       |        |    |   |  |  |

### Pecquencourt
- Maire sortant : Joël Pierrache (DVG)
- 29 sièges à pourvoir au conseil municipal (population légale 2011 : 6 072 habitants)
- 3 sièges à pourvoir au conseil communautaire (CC Cœur d'Ostrevent)

|                          | Joël Pierrache *   | DVG            | 1 856 | 66,73  | 25 | 3 |  |  |
|                          | Henri Fontaine     | FG             | 405   | 14,56  | 2  |   |  |  |
|                          | Paul Mondino       | DVG            | 325   | 11,68  | 1  |   |  |  |
|                          | Jean Jacques Bracq | DVG            | 195   | 7,01   | 1  |   |  |  |
|                          |                    |                |       |        |    |   |  |  |
| Inscrits                 | Inscrits           | Inscrits       | 4 430 | 100,00 |    |   |  |  |
| Abstentions              | Abstentions        | Abstentions    | 1 548 | 34,94  |    |   |  |  |
| Votants                  | Votants            | Votants        | 2 882 | 65,06  |    |   |  |  |
| Blancs et nuls           | Blancs et nuls     | Blancs et nuls | 101   | 3,50   |    |   |  |  |
| Exprimés                 | Exprimés           | Exprimés       | 2 781 | 96,50  |    |   |  |  |
| * Liste du maire sortant |                    |                |       |        |    |   |  |  |

### Pérenchies
- Maire sortant : Bernard Provo (DVD)
- 29 sièges à pourvoir au conseil municipal (population légale 2011 : 8 196 habitants)
- 1 sièges à pourvoir au conseil communautaire (Métropole européenne de Lille)

|                          | Bernard Provo *   | DVD            | 2 487 | 70,63  | 25 | 1 |  |  |
|                          | Nadine Somon      | DVD            | 574   | 16,30  | 2  |   |  |  |
|                          | Didier Decallonne | PS-PCF-EELV    | 460   | 13,06  | 2  |   |  |  |
|                          |                   |                |       |        |    |   |  |  |
| Inscrits                 | Inscrits          | Inscrits       | 6 011 | 100,00 |    |   |  |  |
| Abstentions              | Abstentions       | Abstentions    | 2 360 | 39,26  |    |   |  |  |
| Votants                  | Votants           | Votants        | 3 651 | 60,74  |    |   |  |  |
| Blancs et nuls           | Blancs et nuls    | Blancs et nuls | 130   | 3,56   |    |   |  |  |
| Exprimés                 | Exprimés          | Exprimés       | 3 521 | 96,44  |    |   |  |  |
| * Liste du maire sortant |                   |                |       |        |    |   |  |  |

### Quesnoy-sur-Deûle
- Maire sortant : Roger Lefebvre (DVG)
- 29 sièges à pourvoir au conseil municipal (population légale 2011 : 7 048 habitants)
- 1 sièges à pourvoir au conseil communautaire (Métropole européenne de Lille)

|                | Rose-Marie Hallynck | DVG            | 1 882 | 59,68  | 23 | 1 |  |  |
|                | Patrick Ansar       | DVD            | 1 271 | 40,31  | 6  |   |  |  |
|                |                     |                |       |        |    |   |  |  |
| Inscrits       | Inscrits            | Inscrits       | 5 414 | 100,00 |    |   |  |  |
| Abstentions    | Abstentions         | Abstentions    | 2 105 | 38,88  |    |   |  |  |
| Votants        | Votants             | Votants        | 3 309 | 61,12  |    |   |  |  |
| Blancs et nuls | Blancs et nuls      | Blancs et nuls | 156   | 4,71   |    |   |  |  |
| Exprimés       | Exprimés            | Exprimés       | 3 153 | 95,29  |    |   |  |  |

### Quiévrechain
- Maire sortant : Michel Lefebvre (PCF)
- 29 sièges à pourvoir au conseil municipal (population légale 2011 : 6 130 habitants)
- 3 sièges à pourvoir au conseil communautaire (CA Valenciennes Métropole)

|                | Pierre Griner  | DVD            | 1 496 | 60,24  | 24 | 2 |  |  |
|                | Joël Gaillet   | PCF            | 987   | 39,75  | 5  | 1 |  |  |
|                |                |                |       |        |    |   |  |  |
| Inscrits       | Inscrits       | Inscrits       | 3 933 | 100,00 |    |   |  |  |
| Abstentions    | Abstentions    | Abstentions    | 1 390 | 35,34  |    |   |  |  |
| Votants        | Votants        | Votants        | 2 543 | 64,66  |    |   |  |  |
| Blancs et nuls | Blancs et nuls | Blancs et nuls | 60    | 2,36   |    |   |  |  |
| Exprimés       | Exprimés       | Exprimés       | 2 483 | 97,64  |    |   |  |  |

### Raismes
- Maire sortant : Aymeric Robin (PCF)
- 33 sièges à pourvoir au conseil municipal (population légale 2011 : 12 687 habitants)
- 6 sièges à pourvoir au conseil communautaire (CA de la Porte du Hainaut)

|                          | Aymeric Robin *  | PCF            | 3 817 | 75,24  | 29 | 6 |  |  |
|                          | Charles Mattioli | UMP-UDI        | 1 256 | 24,75  | 4  |   |  |  |
|                          |                  |                |       |        |    |   |  |  |
| Inscrits                 | Inscrits         | Inscrits       | 9 863 | 100,00 |    |   |  |  |
| Abstentions              | Abstentions      | Abstentions    | 4 591 | 46,55  |    |   |  |  |
| Votants                  | Votants          | Votants        | 5 272 | 53,45  |    |   |  |  |
| Blancs et nuls           | Blancs et nuls   | Blancs et nuls | 199   | 3,77   |    |   |  |  |
| Exprimés                 | Exprimés         | Exprimés       | 5 073 | 96,23  |    |   |  |  |
| * Liste du maire sortant |                  |                |       |        |    |   |  |  |

### Ronchin
- Maire sortant : Alain Rabary (PS)
- 33 sièges à pourvoir au conseil municipal (population légale 2011 : 17 971 habitants)
- 2 sièges à pourvoir au conseil communautaire (Métropole européenne de Lille)

| Tête de liste  | Tête de liste           | Liste          | Premier tour | Premier tour | Second tour | Second tour | Sièges | Sièges |
| Tête de liste  | Tête de liste           | Liste          | Voix         | %            | Voix        | %           | CM     | CC     |
| -------------- | ----------------------- | -------------- | ------------ | ------------ | ----------- | ----------- | ------ | ------ |
|                | Patrick Geenens         | PS-PCF-EELV    | 2 768        | 39,62        | 3 101       | 44,81       | 25     | 2      |
|                | Thérèse Lesaffre        | FN             | 1 383        | 19,79        | 1 536       | 22,19       | 3      |        |
|                | Patrick Matthews        | DVG            | 1 154        | 16,51        | 1 249       | 18,05       | 3      |        |
|                | Louis-Alexandre Osinski | UMP            | 1 063        | 15,21        | 1 033       | 14,92       | 2      |        |
|                | Raymond Bavye           | FG             | 618          | 8,84         |             |             |        |        |
|                |                         |                |              |              |             |             |        |        |
| Inscrits       | Inscrits                | Inscrits       | 13 127       | 100,00       | 13 127      | 100,00      |        |        |
| Abstentions    | Abstentions             | Abstentions    | 5 883        | 44,82        | 5 952       | 45,34       |        |        |
| Votants        | Votants                 | Votants        | 7 244        | 55,18        | 7 175       | 54,66       |        |        |
| Blancs et nuls | Blancs et nuls          | Blancs et nuls | 258          | 3,56         | 256         | 3,57        |        |        |
| Exprimés       | Exprimés                | Exprimés       | 6 986        | 96,44        | 6 919       | 96,43       |        |        |

### Roncq
- Maire sortant : Vincent Ledoux (UDI)
- 33 sièges à pourvoir au conseil municipal (population légale 2011 : 13 108 habitants)
- 1 sièges à pourvoir au conseil communautaire (Métropole européenne de Lille)

|                          | Vincent Ledoux * | UMP-UDI        | 4 226  | 69,60  | 29 | 1 |  |  |
|                          | Patrick Vandamme | DVG            | 1 205  | 19,84  | 3  |   |  |  |
|                          | Guy Plouvier     | DVD            | 640    | 10,54  | 1  |   |  |  |
|                          |                  |                |        |        |    |   |  |  |
| Inscrits                 | Inscrits         | Inscrits       | 10 932 | 100,00 |    |   |  |  |
| Abstentions              | Abstentions      | Abstentions    | 4 687  | 42,87  |    |   |  |  |
| Votants                  | Votants          | Votants        | 6 245  | 57,13  |    |   |  |  |
| Blancs et nuls           | Blancs et nuls   | Blancs et nuls | 174    | 2,79   |    |   |  |  |
| Exprimés                 | Exprimés         | Exprimés       | 6 071  | 97,21  |    |   |  |  |
| * Liste du maire sortant |                  |                |        |        |    |   |  |  |

### Roost-Warendin
- Maire sortant : Lionel Courdavault (DVG)
- 29 sièges à pourvoir au conseil municipal (population légale 2011 : 6 157 habitants)
- 2 sièges à pourvoir au conseil communautaire (CA Douaisis Agglo)

|                          | Lionel Courdavault * | DVG            | 1 650 | 52,61  | 23 | 2 |  |  |
|                          | Jean-Pierre Gaillard | PS             | 943   | 30,07  | 4  |   |  |  |
|                          | David Wesmaël        | DVG            | 543   | 17,31  | 2  |   |  |  |
|                          |                      |                |       |        |    |   |  |  |
| Inscrits                 | Inscrits             | Inscrits       | 4 701 | 100,00 |    |   |  |  |
| Abstentions              | Abstentions          | Abstentions    | 1 477 | 31,42  |    |   |  |  |
| Votants                  | Votants              | Votants        | 3 224 | 68,58  |    |   |  |  |
| Blancs et nuls           | Blancs et nuls       | Blancs et nuls | 88    | 2,73   |    |   |  |  |
| Exprimés                 | Exprimés             | Exprimés       | 3 136 | 97,27  |    |   |  |  |
| * Liste du maire sortant |                      |                |       |        |    |   |  |  |

### Roubaix
- Maire sortant : Pierre Dubois (PS)
- 53 sièges à pourvoir au conseil municipal (population légale 2011 : 94 186 habitants)
- 14 sièges à pourvoir au conseil communautaire (Métropole européenne de Lille)

| Tête de liste            | Tête de liste       | Liste          | Premier tour | Premier tour | Second tour | Second tour | Sièges | Sièges |
| Tête de liste            | Tête de liste       | Liste          | Voix         | %            | Voix        | %           | CM     | CC     |
| ------------------------ | ------------------- | -------------- | ------------ | ------------ | ----------- | ----------- | ------ | ------ |
|                          | Guillaume Delbar    | UMP-UDI        | 3 647        | 21,25        | 6 949       | 34,84       | 36     | 10     |
|                          | Pierre Dubois *     | PS-PRG-MoDem   | 3 498        | 20,38        | 6 617       | 33,18       | 9      | 2      |
|                          | Slimane Tir         | EELV           | 1 512        | 8,81         | 6 617       | 33,18       | 9      | 2      |
|                          | Jean-Pierre Legrand | FN             | 3 313        | 19,31        | 3 390       | 17,00       | 4      | 1      |
|                          | André Renard        | DVG            | 1 736        | 10,11        | 2 985       | 14,96       | 4      | 1      |
|                          | Richard Olszewski   | DVG            | 1 354        | 7,89         | 2 985       | 14,96       | 4      | 1      |
|                          | Éric Mouveaux       | FG-PCF         | 704          | 4,10         |             |             |        |        |
|                          | Philippe Delannoy   | DVG            | 649          | 3,78         |             |             |        |        |
|                          | Rachid Rizoug       | SE             | 422          | 2,45         |             |             |        |        |
|                          | Françoise Delbarre  | LO             | 321          | 1,87         |             |             |        |        |
|                          |                     |                |              |              |             |             |        |        |
| Inscrits                 | Inscrits            | Inscrits       | 46 589       | 100,00       | 46 593      | 100,00      |        |        |
| Abstentions              | Abstentions         | Abstentions    | 28 689       | 61,58        | 25 902      | 55,59       |        |        |
| Votants                  | Votants             | Votants        | 17 900       | 38,42        | 20 691      | 44,41       |        |        |
| Blancs et nuls           | Blancs et nuls      | Blancs et nuls | 744          | 4,16         | 750         | 3,62        |        |        |
| Exprimés                 | Exprimés            | Exprimés       | 17 156       | 95,84        | 19 941      | 96,38       |        |        |
| * Liste du maire sortant |                     |                |              |              |             |             |        |        |

### Sainghin-en-Weppes
- Maire sortant : Élisabeth Menu (PS)
- 29 sièges à pourvoir au conseil municipal (population légale 2011 : 5 522 habitants)
- 1 sièges à pourvoir au conseil communautaire (Métropole européenne de Lille)

| Tête de liste            | Tête de liste      | Liste          | Premier tour | Premier tour | Second tour | Second tour | Sièges | Sièges |
| Tête de liste            | Tête de liste      | Liste          | Voix         | %            | Voix        | %           | CM     | CC     |
| ------------------------ | ------------------ | -------------- | ------------ | ------------ | ----------- | ----------- | ------ | ------ |
|                          | Élisabeth Menu *   | PS             | 1 091        | 38,44        | 1 086       | 37,39       | 5      |        |
|                          | Matthieu Corbillon | DVD            | 956          | 33,68        | 1 133       | 39,01       | 21     | 1      |
|                          | Paul Dutoit        | FG             | 791          | 27,87        | 685         | 23,58       | 3      |        |
|                          |                    |                |              |              |             |             |        |        |
| Inscrits                 | Inscrits           | Inscrits       | 4 255        | 100,00       | 4 255       | 100,00      |        |        |
| Abstentions              | Abstentions        | Abstentions    | 1 327        | 31,19        | 1 291       | 30,34       |        |        |
| Votants                  | Votants            | Votants        | 2 928        | 68,81        | 2 964       | 69,66       |        |        |
| Blancs et nuls           | Blancs et nuls     | Blancs et nuls | 90           | 3,07         | 60          | 2,02        |        |        |
| Exprimés                 | Exprimés           | Exprimés       | 2 838        | 96,93        | 2 904       | 97,98       |        |        |
| * Liste du maire sortant |                    |                |              |              |             |             |        |        |

### Saint-Amand-les-Eaux
- Maire sortant : Alain Bocquet (PCF)
- 33 sièges à pourvoir au conseil municipal (population légale 2011 : 16 734 habitants)
- 7 sièges à pourvoir au conseil communautaire (CA de la Porte du Hainaut)

|                          | Alain Bocquet *   | PCF            | 5 469  | 75,77  | 30 | 7 |  |  |
|                          | Éric Castelain    | UMP-UDI        | 1 349  | 18,69  | 3  |   |  |  |
|                          | Marielle Cuvelier | EELV           | 399    | 5,52   |    |   |  |  |
|                          |                   |                |        |        |    |   |  |  |
| Inscrits                 | Inscrits          | Inscrits       | 12 923 | 100,00 |    |   |  |  |
| Abstentions              | Abstentions       | Abstentions    | 5 514  | 42,67  |    |   |  |  |
| Votants                  | Votants           | Votants        | 7 409  | 57,33  |    |   |  |  |
| Blancs et nuls           | Blancs et nuls    | Blancs et nuls | 192    | 2,59   |    |   |  |  |
| Exprimés                 | Exprimés          | Exprimés       | 7 217  | 97,41  |    |   |  |  |
| * Liste du maire sortant |                   |                |        |        |    |   |  |  |

### Saint-André-lez-Lille
- Maire sortant : Olivier Henno (UDI)
- 33 sièges à pourvoir au conseil municipal (population légale 2011 : 11 524 habitants)
- 1 sièges à pourvoir au conseil communautaire (Métropole européenne de Lille)

|                          | Olivier Henno *  | UMP-UDI        | 3 033 | 67,56  | 29 | 1 |  |  |
|                          | Emmanuel Pic     | PS-PCF-EELV    | 669   | 14,90  | 2  |   |  |  |
|                          | Loïc Lebez       | SE             | 490   | 10,91  | 1  |   |  |  |
|                          | Patrice Cappelle | FG             | 297   | 6,61   | 1  |   |  |  |
|                          |                  |                |       |        |    |   |  |  |
| Inscrits                 | Inscrits         | Inscrits       | 8 241 | 100,00 |    |   |  |  |
| Abstentions              | Abstentions      | Abstentions    | 3 583 | 43,48  |    |   |  |  |
| Votants                  | Votants          | Votants        | 4 658 | 56,52  |    |   |  |  |
| Blancs et nuls           | Blancs et nuls   | Blancs et nuls | 169   | 3,63   |    |   |  |  |
| Exprimés                 | Exprimés         | Exprimés       | 4 489 | 96,37  |    |   |  |  |
| * Liste du maire sortant |                  |                |       |        |    |   |  |  |

### Saint-Saulve
- Maire sortant : Cécile Gallez (UMP)
- 33 sièges à pourvoir au conseil municipal (population légale 2011 : 11 202 habitants)
- 4 sièges à pourvoir au conseil communautaire (CA Valenciennes Métropole)

|                          | Cécile Gallez *             | UMP            | 3 397 | 74,67  | 30 | 4 |  |  |
|                          | Jean-Marc Hochart           | PS             | 761   | 16,72  | 2  |   |  |  |
|                          | Jean-Claude Quillet-Vilette | FG             | 391   | 8,59   | 1  |   |  |  |
|                          |                             |                |       |        |    |   |  |  |
| Inscrits                 | Inscrits                    | Inscrits       | 8 382 | 100,00 |    |   |  |  |
| Abstentions              | Abstentions                 | Abstentions    | 3 580 | 42,71  |    |   |  |  |
| Votants                  | Votants                     | Votants        | 4 802 | 57,29  |    |   |  |  |
| Blancs et nuls           | Blancs et nuls              | Blancs et nuls | 253   | 5,27   |    |   |  |  |
| Exprimés                 | Exprimés                    | Exprimés       | 4 549 | 94,73  |    |   |  |  |
| * Liste du maire sortant |                             |                |       |        |    |   |  |  |

### Santes
- Maire sortant : Philippe Barret (UDI)
- 29 sièges à pourvoir au conseil municipal (population légale 2011 : 5 657 habitants)
- 1 sièges à pourvoir au conseil communautaire (Métropole européenne de Lille)

| Tête de liste            | Tête de liste         | Liste          | Premier tour | Premier tour | Second tour | Second tour | Sièges | Sièges |
| Tête de liste            | Tête de liste         | Liste          | Voix         | %            | Voix        | %           | CM     | CC     |
| ------------------------ | --------------------- | -------------- | ------------ | ------------ | ----------- | ----------- | ------ | ------ |
|                          | Philippe Barret *     | UMP-UDI        | 1 504        | 47,86        | 1 567       | 50,12       | 22     | 1      |
|                          | Jean-Marc Idoux       | DVD            | 1 016        | 32,33        | 1 559       | 49,87       | 7      |        |
|                          | Alain-Roger Waroquier | DVG            | 622          | 19,79        |             |             |        |        |
|                          |                       |                |              |              |             |             |        |        |
| Inscrits                 | Inscrits              | Inscrits       | 4 673        | 100,00       | 4 673       | 100,00      |        |        |
| Abstentions              | Abstentions           | Abstentions    | 1 458        | 31,20        | 1 475       | 31,56       |        |        |
| Votants                  | Votants               | Votants        | 3 215        | 68,80        | 3 198       | 68,44       |        |        |
| Blancs et nuls           | Blancs et nuls        | Blancs et nuls | 73           | 2,27         | 72          | 2,25        |        |        |
| Exprimés                 | Exprimés              | Exprimés       | 3 142        | 97,73        | 3 126       | 97,75       |        |        |
| * Liste du maire sortant |                       |                |              |              |             |             |        |        |

### Seclin
- Maire sortant : Bernard Debreu (PCF)
- 33 sièges à pourvoir au conseil municipal (population légale 2011 : 12 333 habitants)
- 1 sièges à pourvoir au conseil communautaire (Métropole européenne de Lille)

|                          | Bernard Debreu *       | PCF-PS-EELV    | 2 789 | 51,34  | 25 | 1 |  |  |
|                          | François-Xavier Cadart | UMP-UDI        | 2 643 | 48,65  | 8  |   |  |  |
|                          |                        |                |       |        |    |   |  |  |
| Inscrits                 | Inscrits               | Inscrits       | 8 880 | 100,00 |    |   |  |  |
| Abstentions              | Abstentions            | Abstentions    | 3 262 | 36,73  |    |   |  |  |
| Votants                  | Votants                | Votants        | 5 618 | 63,27  |    |   |  |  |
| Blancs et nuls           | Blancs et nuls         | Blancs et nuls | 186   | 3,31   |    |   |  |  |
| Exprimés                 | Exprimés               | Exprimés       | 5 432 | 96,69  |    |   |  |  |
| * Liste du maire sortant |                        |                |       |        |    |   |  |  |

### Sin-le-Noble
- Maire sortant : Christian Entem (PS)
- 33 sièges à pourvoir au conseil municipal (population légale 2011 : 16 027 habitants)
- 5 sièges à pourvoir au conseil communautaire (CA Douaisis Agglo)

| Tête de liste            | Tête de liste     | Liste          | Premier tour | Premier tour | Second tour | Second tour | Sièges | Sièges |
| Tête de liste            | Tête de liste     | Liste          | Voix         | %            | Voix        | %           | CM     | CC     |
| ------------------------ | ----------------- | -------------- | ------------ | ------------ | ----------- | ----------- | ------ | ------ |
|                          | Christophe Dumont | DVD            | 1 927        | 31,88        | 2 618       | 40,57       | 24     | 4      |
|                          | Bruno Wosinski    | FN             | 1 432        | 23,69        | 1 505       | 23,32       | 4      |        |
|                          | Christian Entem * | PS             | 1 398        | 23,13        | 1 714       | 26,56       | 4      | 1      |
|                          | Vincent Campisano | FG             | 755          | 12,49        | 615         | 9,53        | 1      |        |
|                          | Stéphanie Roszyk  | SE             | 332          | 5,49         |             |             |        |        |
|                          | Roger Marie       | LO             | 200          | 3,30         |             |             |        |        |
|                          |                   |                |              |              |             |             |        |        |
| Inscrits                 | Inscrits          | Inscrits       | 10 761       | 100,00       | 10 761      | 100,00      |        |        |
| Abstentions              | Abstentions       | Abstentions    | 4 458        | 41,43        | 4 109       | 38,18       |        |        |
| Votants                  | Votants           | Votants        | 6 303        | 58,57        | 6 652       | 61,82       |        |        |
| Blancs et nuls           | Blancs et nuls    | Blancs et nuls | 259          | 4,11         | 200         | 3,01        |        |        |
| Exprimés                 | Exprimés          | Exprimés       | 6 044        | 95,89        | 6 452       | 96,99       |        |        |
| * Liste du maire sortant |                   |                |              |              |             |             |        |        |

### Somain
- Maire sortant : Jean-Claude Quennesson (PCF)
- 33 sièges à pourvoir au conseil municipal (population légale 2011 : 12 462 habitants)
- 4 sièges à pourvoir au conseil communautaire (CC Cœur d'Ostrevent)

|                          | Jean-Claude Quennesson * | PS-PCF-EELV    | 2 802 | 56,48  | 26 | 4 |  |  |
|                          | Samuel Vanlichtervelde   | UDI            | 1 229 | 24,77  | 4  |   |  |  |
|                          | Alain Zaffani            | DVD            | 930   | 18,74  | 3  |   |  |  |
|                          |                          |                |       |        |    |   |  |  |
| Inscrits                 | Inscrits                 | Inscrits       | 8 830 | 100,00 |    |   |  |  |
| Abstentions              | Abstentions              | Abstentions    | 3 605 | 40,83  |    |   |  |  |
| Votants                  | Votants                  | Votants        | 5 225 | 59,17  |    |   |  |  |
| Blancs et nuls           | Blancs et nuls           | Blancs et nuls | 264   | 5,05   |    |   |  |  |
| Exprimés                 | Exprimés                 | Exprimés       | 4 961 | 94,95  |    |   |  |  |
| * Liste du maire sortant |                          |                |       |        |    |   |  |  |

### Templeuve
- Maire sortant : Luc Monnet (UMP)
- 29 sièges à pourvoir au conseil municipal (population légale 2011 : 5 805 habitants)
- 4 sièges à pourvoir au conseil communautaire (CC Pévèle Carembault)

|                          | Luc Monnet *   | DVD            | 1 698 | 54,24  | 23 | 3 |  |  |
|                          | Fabrice Balent | DVG            | 1 432 | 45,75  | 6  | 1 |  |  |
|                          |                |                |       |        |    |   |  |  |
| Inscrits                 | Inscrits       | Inscrits       | 4 991 | 100,00 |    |   |  |  |
| Abstentions              | Abstentions    | Abstentions    | 1 714 | 34,34  |    |   |  |  |
| Votants                  | Votants        | Votants        | 3 277 | 65,66  |    |   |  |  |
| Blancs et nuls           | Blancs et nuls | Blancs et nuls | 147   | 4,49   |    |   |  |  |
| Exprimés                 | Exprimés       | Exprimés       | 3 130 | 95,51  |    |   |  |  |
| * Liste du maire sortant |                |                |       |        |    |   |  |  |

### Téteghem
- Maire sortant : Franck Dhersin (UMP)
- 29 sièges à pourvoir au conseil municipal (population légale 2011 : 7 001 habitants)
- 2 sièges à pourvoir au conseil communautaire (Dunkerque Grand Littoral)

|                          | Franck Dhersin * | DVD            | 2 715 | 73,69  | 26 | 2 |  |  |
|                          | David Sezille    | DVG            | 969   | 26,30  | 3  |   |  |  |
|                          |                  |                |       |        |    |   |  |  |
| Inscrits                 | Inscrits         | Inscrits       | 5 604 | 100,00 |    |   |  |  |
| Abstentions              | Abstentions      | Abstentions    | 1 790 | 31,94  |    |   |  |  |
| Votants                  | Votants          | Votants        | 3 814 | 68,06  |    |   |  |  |
| Blancs et nuls           | Blancs et nuls   | Blancs et nuls | 130   | 3,41   |    |   |  |  |
| Exprimés                 | Exprimés         | Exprimés       | 3 684 | 96,59  |    |   |  |  |
| * Liste du maire sortant |                  |                |       |        |    |   |  |  |

### Tourcoing
- Maire sortant : Michel-François Delannoy (PS)
- 53 sièges à pourvoir au conseil municipal (population légale 2011 : 92 018 habitants)
- 13 sièges à pourvoir au conseil communautaire (Métropole européenne de Lille)

| Tête de liste            | Tête de liste              | Liste          | Premier tour | Premier tour | Second tour | Second tour | Sièges | Sièges |
| Tête de liste            | Tête de liste              | Liste          | Voix         | %            | Voix        | %           | CM     | CC     |
| ------------------------ | -------------------------- | -------------- | ------------ | ------------ | ----------- | ----------- | ------ | ------ |
|                          | Michel-François Delannoy * | PS-PCF-EELV    | 10 849       | 39,24        | 13 301      | 43,42       | 11     | 3      |
|                          | Gérald Darmanin            | UMP-UDI        | 10 419       | 37,69        | 13 972      | 45,61       | 39     | 10     |
|                          | Jean-François Bloc         | FN             | 4 843        | 17,52        | 3 358       | 10,96       | 3      |        |
|                          | William Roger              | EXG            | 1 107        | 4,00         |             |             |        |        |
|                          | Oueb Leuchi                | SE             | 426          | 1,54         |             |             |        |        |
|                          |                            |                |              |              |             |             |        |        |
| Inscrits                 | Inscrits                   | Inscrits       | 63 567       | 100,00       | 63 568      | 100,00      |        |        |
| Abstentions              | Abstentions                | Abstentions    | 35 031       | 55,11        | 32 176      | 50,62       |        |        |
| Votants                  | Votants                    | Votants        | 28 536       | 44,89        | 31 392      | 49,38       |        |        |
| Blancs et nuls           | Blancs et nuls             | Blancs et nuls | 892          | 3,13         | 761         | 2,42        |        |        |
| Exprimés                 | Exprimés                   | Exprimés       | 27 644       | 96,87        | 30 631      | 97,58       |        |        |
| * Liste du maire sortant |                            |                |              |              |             |             |        |        |

### Trith-Saint-Léger
- Maire sortant : Norbert Jessus (PCF)
- 29 sièges à pourvoir au conseil municipal (population légale 2011 : 6 450 habitants)
- 3 sièges à pourvoir au conseil communautaire (CA de la Porte du Hainaut)

|                          | Norbert Jessus * | PCF            | 2 118 | 100,00 | 29 | 3 |  |  |
|                          |                  |                |       |        |    |   |  |  |
| Inscrits                 | Inscrits         | Inscrits       | 4 880 | 100,00 |    |   |  |  |
| Abstentions              | Abstentions      | Abstentions    | 2 407 | 49,32  |    |   |  |  |
| Votants                  | Votants          | Votants        | 2 473 | 50,68  |    |   |  |  |
| Blancs et nuls           | Blancs et nuls   | Blancs et nuls | 355   | 14,36  |    |   |  |  |
| Exprimés                 | Exprimés         | Exprimés       | 2 118 | 85,64  |    |   |  |  |
| * Liste du maire sortant |                  |                |       |        |    |   |  |  |

### Valenciennes
- Maire sortant : Laurent Degallaix (UDI)
- 43 sièges à pourvoir au conseil municipal (population légale 2011 : 43 471 habitants)
- 10 sièges à pourvoir au conseil communautaire (CA Valenciennes Métropole)

| Tête de liste            | Tête de liste         | Liste          | Premier tour | Premier tour | Second tour | Second tour | Sièges | Sièges |
| Tête de liste            | Tête de liste         | Liste          | Voix         | %            | Voix        | %           | CM     | CC     |
| ------------------------ | --------------------- | -------------- | ------------ | ------------ | ----------- | ----------- | ------ | ------ |
|                          | Laurent Degallaix *   | UMP-UDI        | 6 201        | 47,20        | 6 434       | 50,32       | 33     | 8      |
|                          | Didier Legrand        | DVD            | 2 534        | 19,28        | 2 888       | 22,58       | 5      | 1      |
|                          | Jean-Claude Dulieu    | PCF            | 1 636        | 12,45        | 2 133       | 16,68       | 3      | 1      |
|                          | Jean-Luc Laurent      | FN             | 1 388        | 10,56        | 1 330       | 10,40       | 2      |        |
|                          | Jean-Luc Chagnon      | PS             | 1 178        | 8,96         |             |             |        |        |
|                          | Dominique Slabolepszy | EXD            | 200          | 1,52         |             |             |        |        |
|                          |                       |                |              |              |             |             |        |        |
| Inscrits                 | Inscrits              | Inscrits       | 24 664       | 100,00       | 24 608      | 100,00      |        |        |
| Abstentions              | Abstentions           | Abstentions    | 11 199       | 45,41        | 11 467      | 46,60       |        |        |
| Votants                  | Votants               | Votants        | 13 465       | 54,59        | 13 141      | 53,40       |        |        |
| Blancs et nuls           | Blancs et nuls        | Blancs et nuls | 328          | 2,44         | 356         | 2,71        |        |        |
| Exprimés                 | Exprimés              | Exprimés       | 13 137       | 97,56        | 12 785      | 97,29       |        |        |
| * Liste du maire sortant |                       |                |              |              |             |             |        |        |

### Vieux-Condé
- Maire sortant : Serge Van der Hoeven (PCF)
- 33 sièges à pourvoir au conseil municipal (population légale 2011 : 10 172 habitants)
- 4 sièges à pourvoir au conseil communautaire (CA Valenciennes Métropole)

| Tête de liste  | Tête de liste        | Liste          | Premier tour | Premier tour | Second tour | Second tour | Sièges | Sièges |
| Tête de liste  | Tête de liste        | Liste          | Voix         | %            | Voix        | %           | CM     | CC     |
| -------------- | -------------------- | -------------- | ------------ | ------------ | ----------- | ----------- | ------ | ------ |
|                | Serge Van Der Hoeven | PCF            | 1 819        | 41,56        | 2 250       | 47,81       | 8      | 1      |
|                | Guy Bustin           | DVG            | 1 775        | 40,56        | 2 456       | 52,18       | 25     | 3      |
|                | Bruno Monnier        | UMP-UDI        | 782          | 17,87        |             |             |        |        |
|                |                      |                |              |              |             |             |        |        |
| Inscrits       | Inscrits             | Inscrits       | 7 720        | 100,00       | 7 720       | 100,00      |        |        |
| Abstentions    | Abstentions          | Abstentions    | 3 198        | 41,42        | 2 866       | 37,12       |        |        |
| Votants        | Votants              | Votants        | 4 522        | 58,58        | 4 854       | 62,88       |        |        |
| Blancs et nuls | Blancs et nuls       | Blancs et nuls | 146          | 3,23         | 148         | 3,05        |        |        |
| Exprimés       | Exprimés             | Exprimés       | 4 376        | 96,77        | 4 706       | 96,95       |        |        |

### Villeneuve-d'Ascq
- Maire sortant : Gérard Caudron (DVG)
- 49 sièges à pourvoir au conseil municipal (population légale 2011 : 62 681 habitants)
- 9 sièges à pourvoir au conseil communautaire (Métropole européenne de Lille)

| Tête de liste            | Tête de liste       | Liste                | Premier tour | Premier tour | Second tour | Second tour | Sièges | Sièges |
| Tête de liste            | Tête de liste       | Liste                | Voix         | %            | Voix        | %           | CM     | CC     |
| ------------------------ | ------------------- | -------------------- | ------------ | ------------ | ----------- | ----------- | ------ | ------ |
|                          | Gérard Caudron *    | DVG-PS-MoDem-PRG-MRC | 9 480        | 45,54        | 11 905      | 58,43       | 40     | 8      |
|                          | Florence Bariseau   | UMP-UDI              | 4 566        | 21,93        | 5 469       | 26,84       | 6      | 1      |
|                          | Véronique Descamps  | FN                   | 3 013        | 14,47        | 2 998       | 14,71       | 3      |        |
|                          | Sandrine Rousseau   | EELV                 | 2 070        | 9,94         |             |             |        |        |
|                          | Martine Berthouloux | FG (PCF)             | 1 300        | 6,24         |             |             |        |        |
|                          | Pascale Rougée      | LO                   | 386          | 1,85         |             |             |        |        |
|                          |                     |                      |              |              |             |             |        |        |
| Inscrits                 | Inscrits            | Inscrits             | 39 780       | 100,00       | 39 786      | 100,00      |        |        |
| Abstentions              | Abstentions         | Abstentions          | 18 426       | 46,32        | 18 280      | 45,95       |        |        |
| Votants                  | Votants             | Votants              | 21 354       | 53,68        | 21 506      | 54,05       |        |        |
| Blancs et nuls           | Blancs et nuls      | Blancs et nuls       | 539          | 2,52         | 1 134       | 5,27        |        |        |
| Exprimés                 | Exprimés            | Exprimés             | 20 815       | 97,48        | 20 372      | 94,73       |        |        |
| * Liste du maire sortant |                     |                      |              |              |             |             |        |        |

### Wallers
- Maire sortant : Salvatore Castiglione (UDI)
- 29 sièges à pourvoir au conseil municipal (population légale 2011 : 5 560 habitants)
- 3 sièges à pourvoir au conseil communautaire (CA de la Porte du Hainaut)

|                          | Salvatore Castiglione * | UDI            | 2 007 | 73,24  | 26 | 3 |  |  |
|                          | Franck Styburski        | DVD            | 382   | 13,94  | 2  |   |  |  |
|                          | Pascal Chavatte         | PS             | 351   | 12,81  | 1  |   |  |  |
|                          |                         |                |       |        |    |   |  |  |
| Inscrits                 | Inscrits                | Inscrits       | 4 138 | 100,00 |    |   |  |  |
| Abstentions              | Abstentions             | Abstentions    | 1 321 | 31,92  |    |   |  |  |
| Votants                  | Votants                 | Votants        | 2 817 | 68,08  |    |   |  |  |
| Blancs et nuls           | Blancs et nuls          | Blancs et nuls | 77    | 2,73   |    |   |  |  |
| Exprimés                 | Exprimés                | Exprimés       | 2 740 | 97,27  |    |   |  |  |
| * Liste du maire sortant |                         |                |       |        |    |   |  |  |

### Wambrechies
- Maire sortant : Daniel Janssens (DVD)
- 29 sièges à pourvoir au conseil municipal (population légale 2011 : 9 705 habitants)
- 1 sièges à pourvoir au conseil communautaire (Métropole européenne de Lille)

|                          | Daniel Janssens * | DVD            | 3 381 | 83,50  | 27 | 1 |  |  |
|                          | Rikki Bendahi     | PS             | 668   | 16,49  | 2  |   |  |  |
|                          |                   |                |       |        |    |   |  |  |
| Inscrits                 | Inscrits          | Inscrits       | 7 692 | 100,00 |    |   |  |  |
| Abstentions              | Abstentions       | Abstentions    | 3 231 | 42,00  |    |   |  |  |
| Votants                  | Votants           | Votants        | 4 461 | 58,00  |    |   |  |  |
| Blancs et nuls           | Blancs et nuls    | Blancs et nuls | 412   | 9,24   |    |   |  |  |
| Exprimés                 | Exprimés          | Exprimés       | 4 049 | 90,76  |    |   |  |  |
| * Liste du maire sortant |                   |                |       |        |    |   |  |  |

### Wasquehal
- Maire sortant : Gérard Vignoble (UDI)
- 33 sièges à pourvoir au conseil municipal (population légale 2011 : 19 998 habitants)
- 2 sièges à pourvoir au conseil communautaire (Métropole européenne de Lille)

| Tête de liste            | Tête de liste     | Liste          | Premier tour | Premier tour | Second tour | Second tour | Sièges | Sièges |
| Tête de liste            | Tête de liste     | Liste          | Voix         | %            | Voix        | %           | CM     | CC     |
| ------------------------ | ----------------- | -------------- | ------------ | ------------ | ----------- | ----------- | ------ | ------ |
|                          | Stéphanie Ducret  | DVD            | 1 946        | 21,96        | 3 764       | 42,17       | 24     | 2      |
|                          | Gérard Vignoble * | UMP-UDI        | 1 609        | 18,16        | 2 127       | 23,83       | 4      |        |
|                          | Didier Debels     | DVG            | 1 320        | 14,90        |             |             |        |        |
|                          | Marijan Frigout   | DVD            | 1 207        | 13,62        | 2 151       | 24,10       | 4      |        |
|                          | Alexis Salmon     | FN             | 1 045        | 11,79        | 883         | 9,89        | 1      |        |
|                          | Jérôme Dehaynin   | PS-EELV        | 795          | 8,97         |             |             |        |        |
|                          | Francis Provost   | FG             | 517          | 5,83         |             |             |        |        |
|                          | Claude Mortel     | DVD            | 419          | 4,73         |             |             |        |        |
|                          |                   |                |              |              |             |             |        |        |
| Inscrits                 | Inscrits          | Inscrits       | 15 019       | 100,00       | 15 020      | 100,00      |        |        |
| Abstentions              | Abstentions       | Abstentions    | 5 930        | 39,48        | 5 787       | 38,53       |        |        |
| Votants                  | Votants           | Votants        | 9 089        | 60,52        | 9 233       | 61,47       |        |        |
| Blancs et nuls           | Blancs et nuls    | Blancs et nuls | 231          | 2,54         | 308         | 3,34        |        |        |
| Exprimés                 | Exprimés          | Exprimés       | 8 858        | 97,46        | 8 925       | 96,66       |        |        |
| * Liste du maire sortant |                   |                |              |              |             |             |        |        |

### Wattignies
- Maire sortant : Alain Pluss (DVD)
- 33 sièges à pourvoir au conseil municipal (population légale 2011 : 13 297 habitants)
- 1 sièges à pourvoir au conseil communautaire (Métropole européenne de Lille)

|                          | Alain Pluss *             | DVD            | 3 081 | 64,01  | 28 | 1 |  |  |
|                          | Caroline Manier           | PS             | 699   | 14,52  | 2  |   |  |  |
|                          | Francine Herbaut Dauptain | SE             | 603   | 12,52  | 2  |   |  |  |
|                          | Geneviève Boyer           | FG             | 430   | 8,93   | 1  |   |  |  |
|                          |                           |                |       |        |    |   |  |  |
| Inscrits                 | Inscrits                  | Inscrits       | 9 268 | 100,00 |    |   |  |  |
| Abstentions              | Abstentions               | Abstentions    | 4 205 | 45,37  |    |   |  |  |
| Votants                  | Votants                   | Votants        | 5 063 | 54,63  |    |   |  |  |
| Blancs et nuls           | Blancs et nuls            | Blancs et nuls | 250   | 4,94   |    |   |  |  |
| Exprimés                 | Exprimés                  | Exprimés       | 4 813 | 95,06  |    |   |  |  |
| * Liste du maire sortant |                           |                |       |        |    |   |  |  |

### Wattrelos
- Maire sortant : Dominique Baert (DVG)
- 43 sièges à pourvoir au conseil municipal (population légale 2011 : 41 538 habitants)
- 6 sièges à pourvoir au conseil communautaire (Métropole européenne de Lille)

|                          | Dominique Baert * | PS-PCF-EELV    | 7 623  | 52,41  | 34 | 5 |  |  |
|                          | Roger Ackermann   | FN             | 3 637  | 25,00  | 6  | 1 |  |  |
|                          | Sandrine Deblock  | UMP-UDI        | 1 710  | 11,75  | 2  |   |  |  |
|                          | Thierry Coulomb   | FG             | 1 080  | 7,42   | 1  |   |  |  |
|                          | Sabine Ryelandt   | LO             | 316    | 2,17   |    |   |  |  |
|                          | Marc Dubrul       | NPA            | 177    | 1,21   |    |   |  |  |
|                          |                   |                |        |        |    |   |  |  |
| Inscrits                 | Inscrits          | Inscrits       | 30 165 | 100,00 |    |   |  |  |
| Abstentions              | Abstentions       | Abstentions    | 15 212 | 50,43  |    |   |  |  |
| Votants                  | Votants           | Votants        | 14 953 | 49,57  |    |   |  |  |
| Blancs et nuls           | Blancs et nuls    | Blancs et nuls | 410    | 2,74   |    |   |  |  |
| Exprimés                 | Exprimés          | Exprimés       | 14 543 | 97,26  |    |   |  |  |
| * Liste du maire sortant |                   |                |        |        |    |   |  |  |

### Wavrin
- Maire sortant : Romuald Ménégatti (PS)
- 29 sièges à pourvoir au conseil municipal (population légale 2011 : 7 609 habitants)
- 1 sièges à pourvoir au conseil communautaire (Métropole européenne de Lille)

| Tête de liste            | Tête de liste       | Liste          | Premier tour | Premier tour | Second tour | Second tour | Sièges | Sièges |
| Tête de liste            | Tête de liste       | Liste          | Voix         | %            | Voix        | %           | CM     | CC     |
| ------------------------ | ------------------- | -------------- | ------------ | ------------ | ----------- | ----------- | ------ | ------ |
|                          | Romuald Ménégatti * | PS-PCF-EELV    | 1 421        | 40,93        | 1 552       | 42,34       | 6      |        |
|                          | Alain Blondeau      | DVD            | 1 337        | 38,51        | 1 681       | 45,86       | 22     | 1      |
|                          | Jean-Luc Lemoine    | DVD            | 713          | 20,54        | 432         | 11,78       | 1      |        |
|                          |                     |                |              |              |             |             |        |        |
| Inscrits                 | Inscrits            | Inscrits       | 5 803        | 100,00       | 5 803       | 100,00      |        |        |
| Abstentions              | Abstentions         | Abstentions    | 2 155        | 37,14        | 2 027       | 34,93       |        |        |
| Votants                  | Votants             | Votants        | 3 648        | 62,86        | 3 776       | 65,07       |        |        |
| Blancs et nuls           | Blancs et nuls      | Blancs et nuls | 177          | 4,85         | 111         | 2,94        |        |        |
| Exprimés                 | Exprimés            | Exprimés       | 3 471        | 95,15        | 3 665       | 97,06       |        |        |
| * Liste du maire sortant |                     |                |              |              |             |             |        |        |

### Waziers
- Maire sortant : Jacques Michon (PCF)
- 29 sièges à pourvoir au conseil municipal (population légale 2011 : 7 710 habitants)
- 2 sièges à pourvoir au conseil communautaire (CA Douaisis Agglo)

| Tête de liste            | Tête de liste    | Liste          | Premier tour | Premier tour | Second tour | Second tour | Sièges | Sièges |
| Tête de liste            | Tête de liste    | Liste          | Voix         | %            | Voix        | %           | CM     | CC     |
| ------------------------ | ---------------- | -------------- | ------------ | ------------ | ----------- | ----------- | ------ | ------ |
|                          | Jacques Michon * | PS-PCF-EELV    | 1 338        | 46,70        | 1 651       | 51,41       | 22     | 2      |
|                          | Laurent Desmons  | DVG            | 1 100        | 38,39        | 1 560       | 48,58       | 7      |        |
|                          | Frédéric Mania   | DVG            | 427          | 14,90        |             |             |        |        |
|                          |                  |                |              |              |             |             |        |        |
| Inscrits                 | Inscrits         | Inscrits       | 4 892        | 100,00       | 4 893       | 100,00      |        |        |
| Abstentions              | Abstentions      | Abstentions    | 1 926        | 39,37        | 1 613       | 32,97       |        |        |
| Votants                  | Votants          | Votants        | 2 966        | 60,63        | 3 280       | 67,03       |        |        |
| Blancs et nuls           | Blancs et nuls   | Blancs et nuls | 101          | 3,41         | 69          | 2,10        |        |        |
| Exprimés                 | Exprimés         | Exprimés       | 2 865        | 96,59        | 3 211       | 97,90       |        |        |
| * Liste du maire sortant |                  |                |              |              |             |             |        |        |

### Wormhout
- Maire sortant : René Kerckhove (PS)
- 29 sièges à pourvoir au conseil municipal (population légale 2011 : 5 308 habitants)
- 6 sièges à pourvoir au conseil communautaire (CC des Hauts de Flandre)

|                | Frédéric Devos     | DVD            | 1 780 | 56,29  | 23 | 5 |  |  |
|                | Bernard Christiaen | DVG            | 1 382 | 43,70  | 6  | 1 |  |  |
|                |                    |                |       |        |    |   |  |  |
| Inscrits       | Inscrits           | Inscrits       | 4 562 | 100,00 |    |   |  |  |
| Abstentions    | Abstentions        | Abstentions    | 1 270 | 27,84  |    |   |  |  |
| Votants        | Votants            | Votants        | 3 292 | 72,16  |    |   |  |  |
| Blancs et nuls | Blancs et nuls     | Blancs et nuls | 130   | 3,95   |    |   |  |  |
| Exprimés       | Exprimés           | Exprimés       | 3 162 | 96,05  |    |   |  |  |